# Kronberg im Taunus

Logo der Stadt Kronberg im Taunus

Kronberg im Taunus (bis zum 17. Oktober 1933 Cronberg geschrieben) ist eine Stadt und ein staatlich anerkannter Luftkurort mit 18.606 Einwohnern (31. Dezember 2023) im hessischen Hochtaunuskreis im Regierungsbezirk Darmstadt. Kronberg ist Teil der Stadtregion Frankfurt, der größten Agglomeration im Rhein-Main-Gebiet. Sie hat ihren Namen nach der Burg Kronberg, von 1220 bis 1704 Stammsitz der Ritter von Cronberg.
Der Vordertaunus, insbesondere Kronberg sowie die Nachbarstadt Königstein im Taunus, sind für ihre teuren Wohnlagen mit einer Reihe von Villen bekannt. Kronberg gilt als drittreichste Kommune in Deutschland. Zudem wies die Stadt Kronberg im Taunus im Jahr 2023 einen weit überdurchschnittlichen Kaufkraftindex von 172,8 des Bundesdurchschnitts auf und belegt damit einen bundesweiten Spitzenwert. Die Stadt Kronberg im Taunus wies 2020 mit 35 Einkommensmillionären auf 10.000 Einwohner die zweithöchste Millionärsdichte (nach Königstein) aller hessischen Städte und Gemeinden auf.

## Geographie

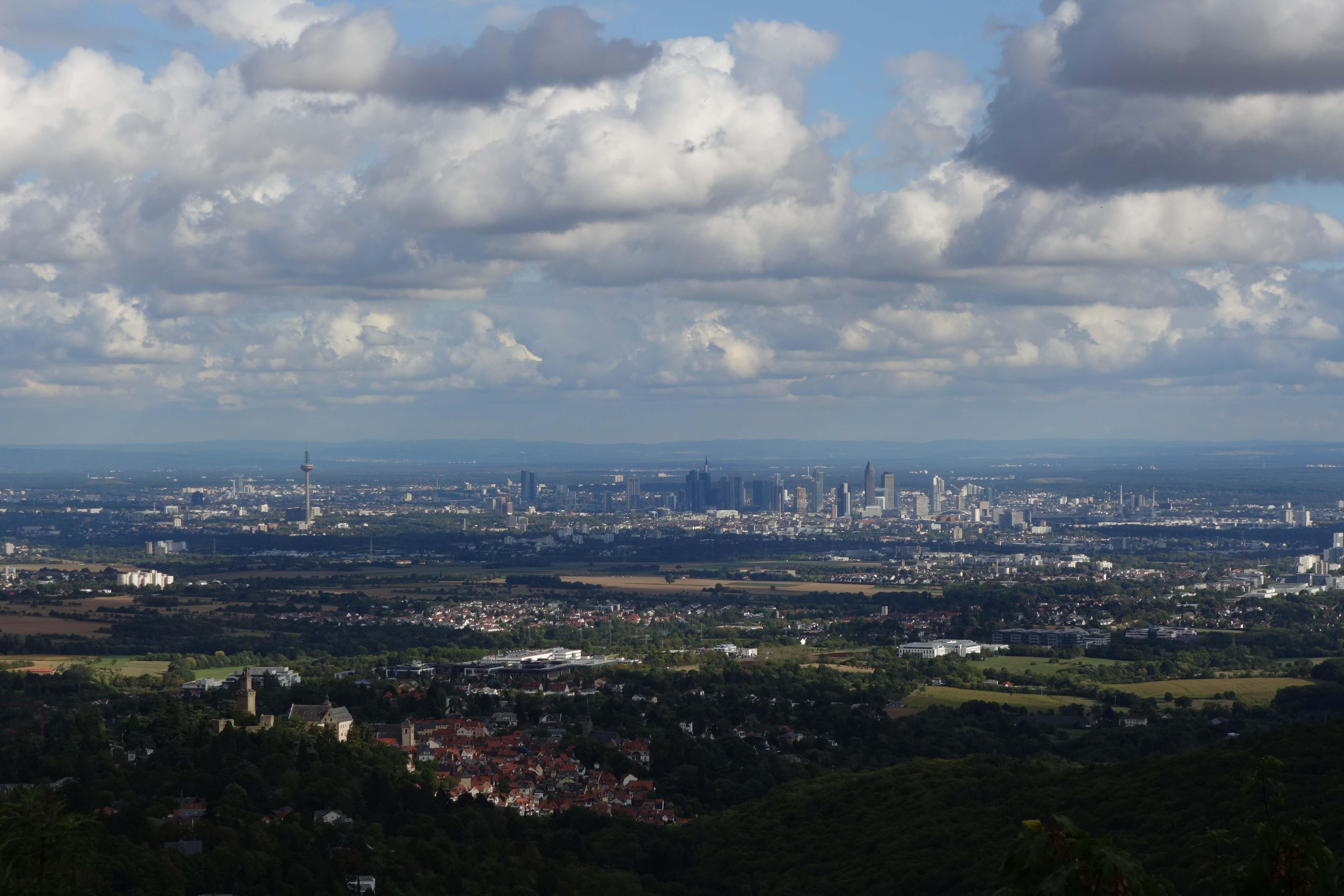
Blick von der Burgruine Falkenstein auf Kronberg (im Vordergrund), darüber von links Steinbach und Eschborn sowie dahinter Frankfurt und die Untermainebene.

### Lage
Kronberg liegt am Südosthang des dritthöchsten Taunusberges Altkönig, dessen Gipfel sich auf der Gemarkung der Gemeinde befindet, samt dessen Nebenkuppe Hünerberg.
Durch den Ort fließen im Südwesten der Rentbach sowie im Nordosten der Westerbach.

### Nachbarstädte
Kronberg grenzt im Norden und Osten an Oberursel, im Südosten an Steinbach, im Westen und Südwesten an Königstein sowie im Süden an Eschborn und Schwalbach (beide im Main-Taunus-Kreis).

### Gliederung
Die Stadt Kronberg im Taunus besteht aus den drei Stadtteilen Kronberg (7.996 Einwohner), Oberhöchstadt (6.176 Einwohner) und Schönberg (3.762 Einwohner) (Stand: 31. Dezember 2018).

### Stadtbild

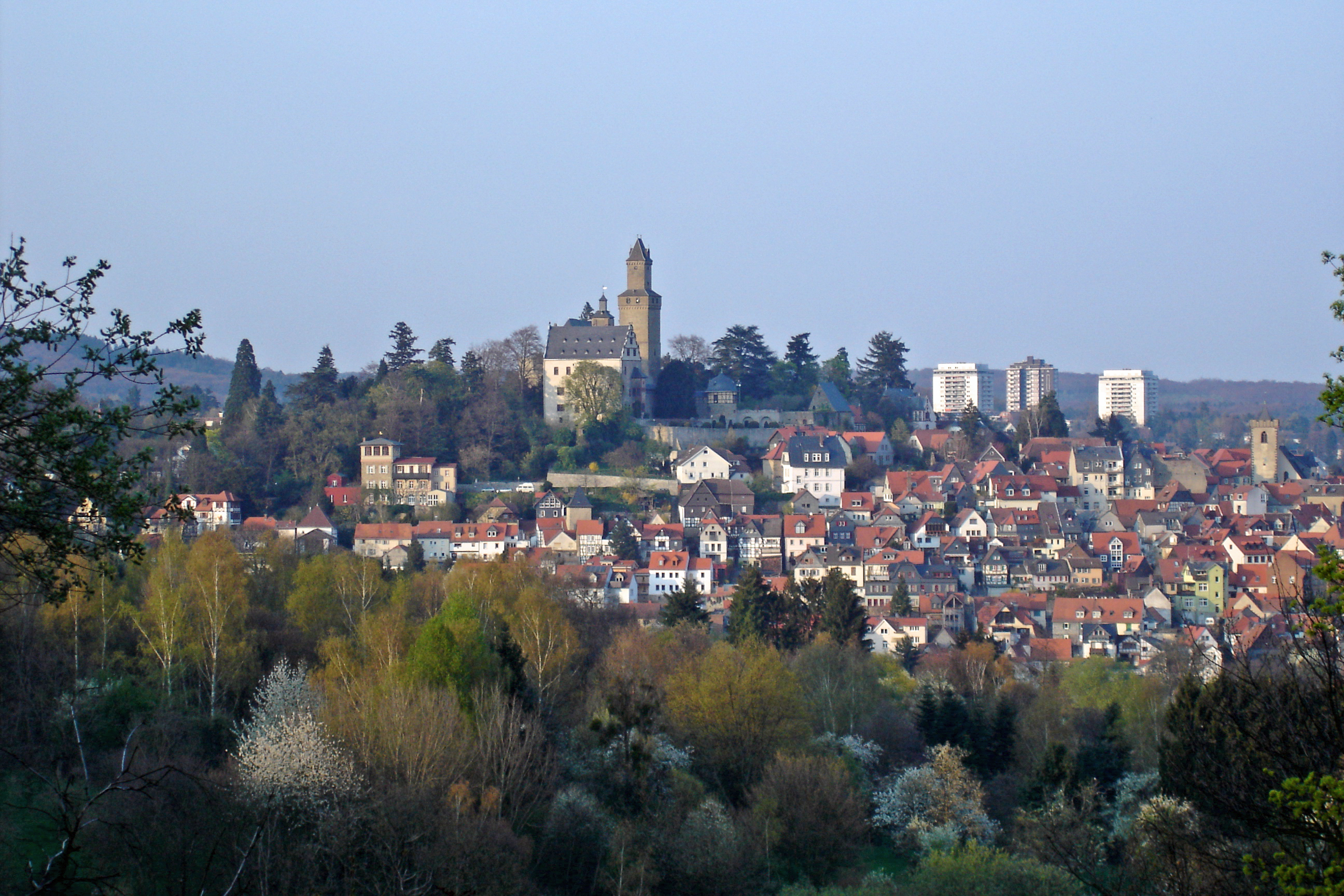
Kronberger Altstadt und Burg von Süden betrachtet

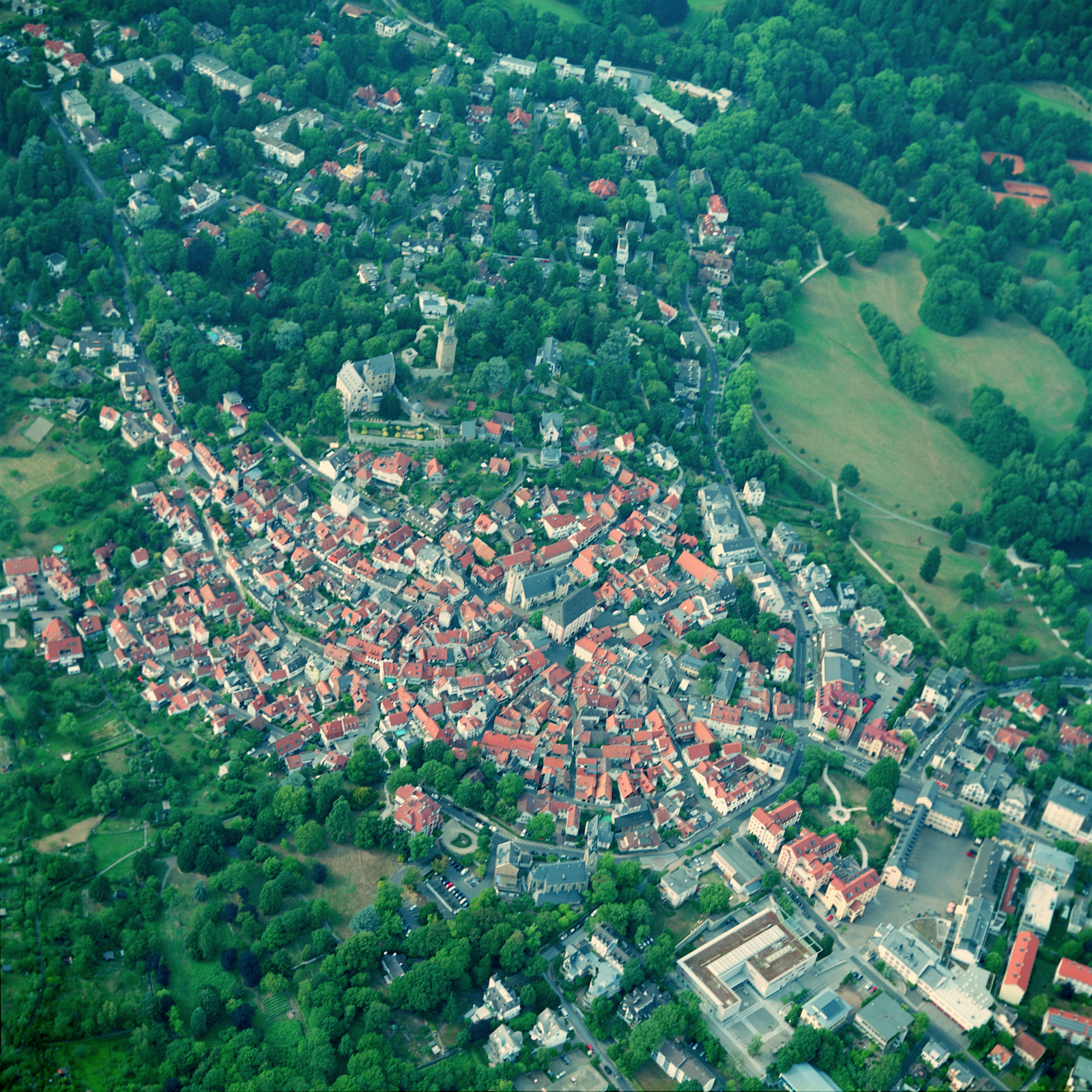
Luftaufnahme der Altstadt mit Burg

Kronberg liegt am Fuße des Taunus, im Norden, Westen und Osten von Wäldern umgeben. Neben einer sehr gut erhaltenen geschlossenen Altstadt mit der Burg Kronberg und dem Freiturm (Bergfried), dem ältesten Gebäude der Stadt aus dem 13. bis 16. Jahrhundert, dem „Hellhof“ (ein von den Cronberger Rittern erbauter Adelshof, erstmals 1424 genannt, heute Wohnhaus und Eventlokation), dem „Recepturhof“ (Kurmainzer Verwaltungsgebäude), der evangelischen Kirche St. Johann von 1440, der „Streitkirche“ von 1758 sind noch Schloss Friedrichshof (1889–1893, seit 1954 „Schlosshotel Kronberg“), der Viktoriapark, der Edelkastanienwald, die Streuobstwiesen und die Kronthaler Mineralquellen im Quellenpark Kronthal erwähnenswert. Seit dem 28. Juni 1966 ist Kronberg staatlich anerkannter Luftkurort.

## Geschichte

### Frühgeschichte
Von der frühgeschichtlichen Besiedlung der Gegend um Kronberg zeugen verschiedene Funde. Auf dem Altkönig (798 m ü. NN) finden sich Ringwälle aus der Frühlatènezeit etwa 400 v. Chr. Zu karolingischer Zeit bestand bereits eine Befestigungsanlage auf dem Hünerberg, wie der dortige Ringwall belegt.
Am 24. August 782 erste urkundliche Erwähnung der Heichsteter marca (Nieder- und Oberhöchstadt) im Lorscher Codex.

### 1220–1704

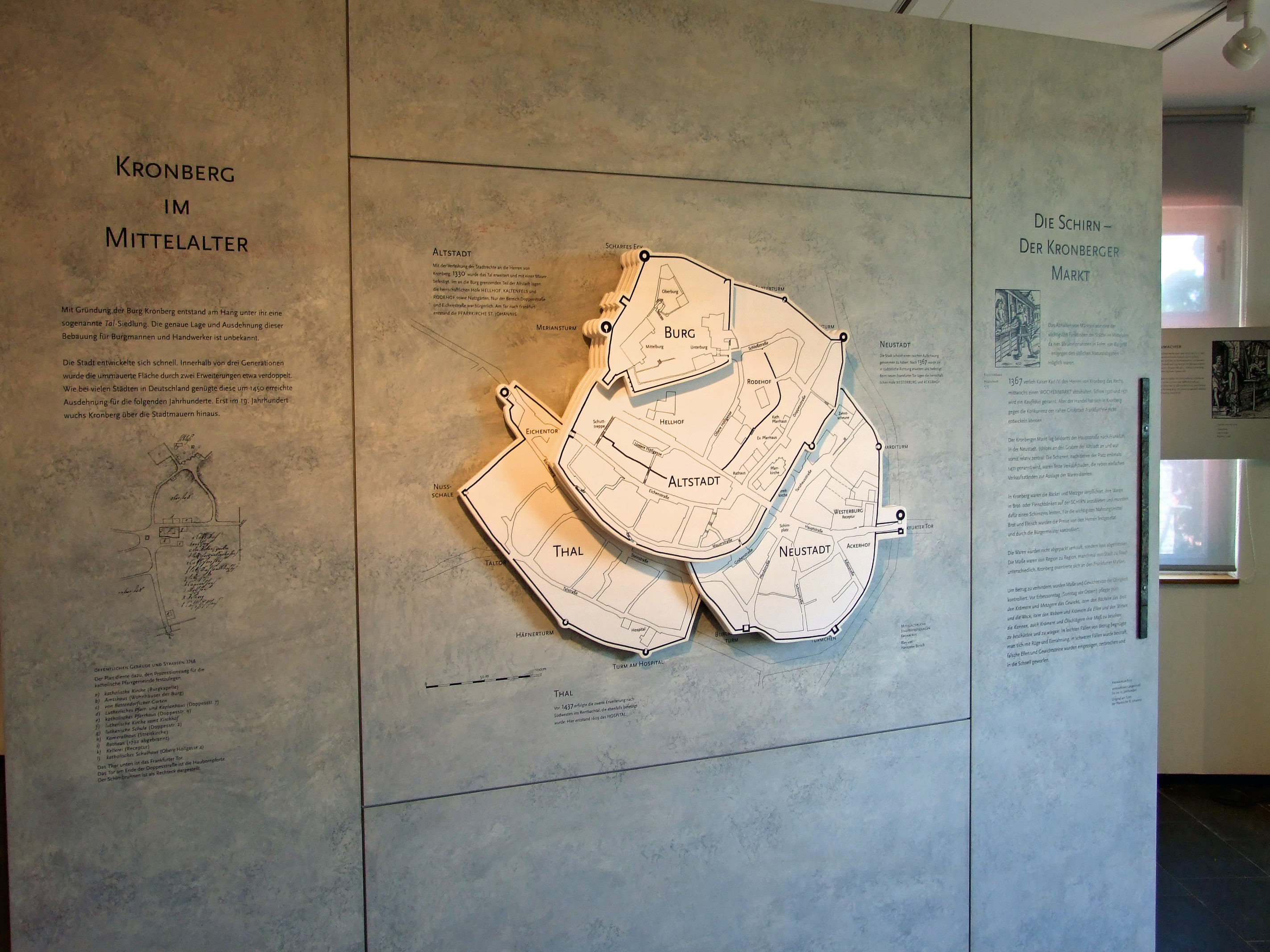
Stadt im Mittelalter

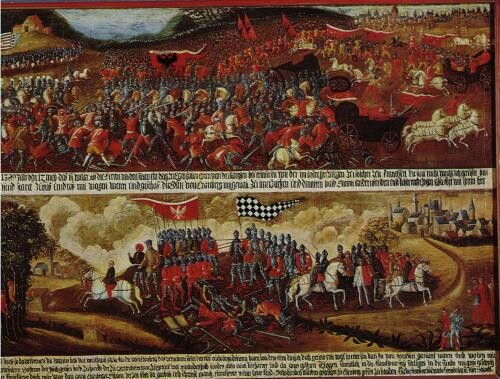
Schlacht bei Eschborn 1389

Mit dem Bau der Burg Kronberg im Taunus um 1220, nach Gerd Strickhausen bereits Mitte des 12. Jahrhunderts, teilten sich die „Ritter von Askenburne“ (Eschborn), die dort eine Motte besaßen. Nach Kronberg zog und benannte sich der „Kronenstamm“, während der „Flügelstamm“ (am 8. Oktober 1617 mit Johann Eberhard ausgestorben) erst etwa 1250 nach Kronberg kam. Der Name „von Eschborn“ erscheint nicht mehr in den Urkunden.
Die ersten eingeschränkten Stadtrechte erhielten Hartmut und Walther von Cronberg für die kleine Siedlung am Burghang bereits am 25. April 1330 durch Kaiser Ludwig den Bayern. Am 31. März 1367 verlieh Kaiser Karl IV. Ulrich dem Roten von Cronberg die Marktrechte sowie die Blutgerichtsbarkeit: „dass sie in dem vom Reiche lehnrührigen Schlosse zu Kronenberg Gericht und sieben Schöffen, welche über Schuld, Renten, Gülte, Nutzen, Gefälle, um Scheltworte, Frevel, Unrecht und alles, was Leib und Gut betrifft, richten mögen, sodann daselbst Galgen, Stöcke und Halsgericht haben dürfen, verleiht auch allen, die Bürger zu Kronenberg sind oder werden, Christen und Juden, das Recht von Frankfurt, sowie dem Orte einen Wochenmarkt nach Frankfurter Recht auf jeden Mittwoch.“

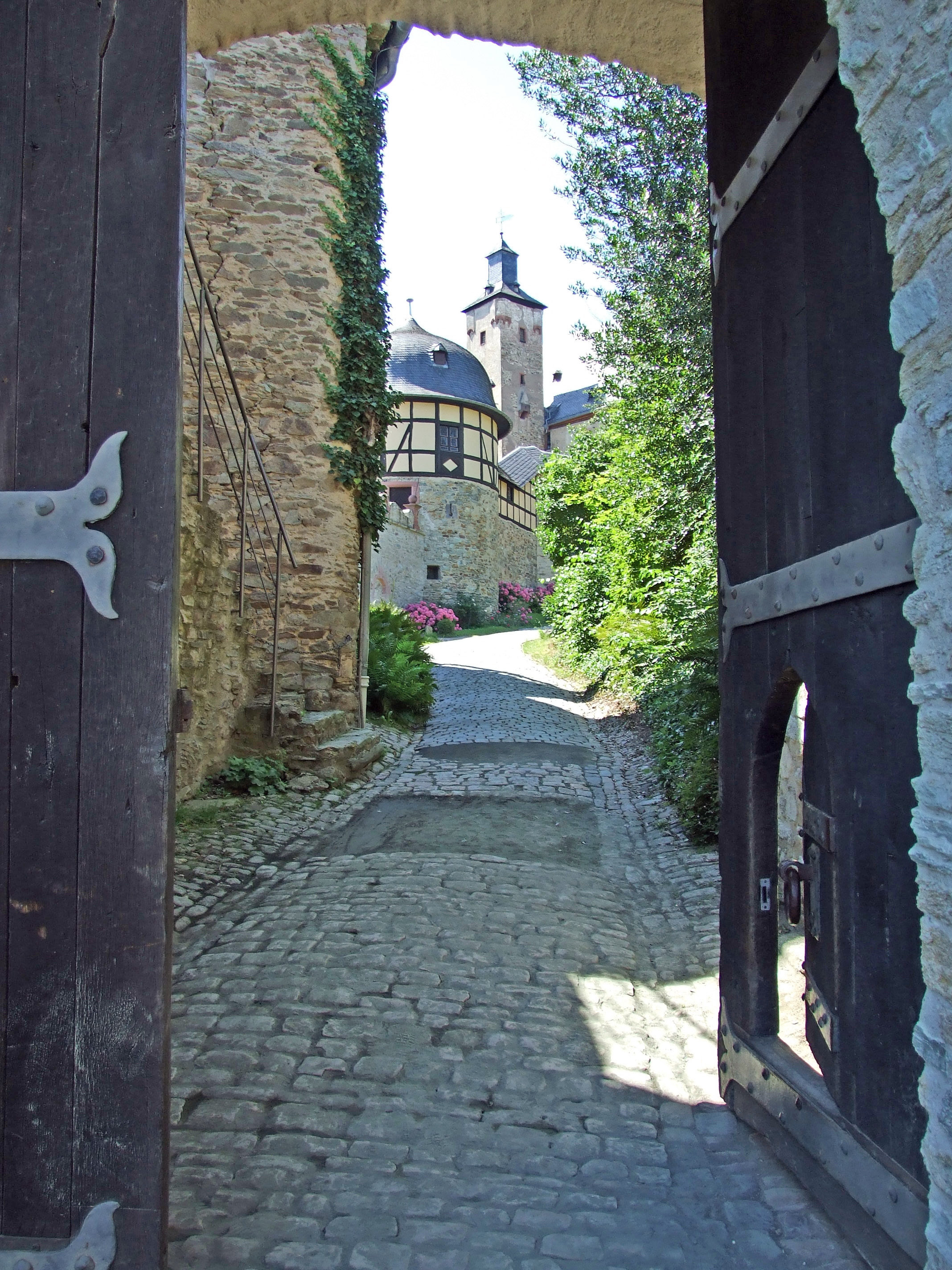
Eingang Burg Kronberg

Zusammen mit den Hattsteinern und Reifenbergern erklären die Cronberger Ritter der Stadt Frankfurt im Jahr 1389 die sogenannte Kronberger Fehde. Als am 13. Mai die Frankfurter mit einem Großaufgebot zur Burg Kronberg zogen, eilten hanauische und kurpfälzische Truppen den Belagerten zu Hilfe, vertrieben am 14. Mai die Frankfurter in der „Schlacht bei Eschborn“ und nahmen über 600 Gefangene, darunter einige adlige Ratsmitglieder und zwangsrekrutierte Mitglieder der Zünfte (Metzger, Schlosser, Schuhmacher sowie sämtliche Bäcker). Die Limburger Chronik vermerkte dazu: „Also schlug der kleine Hauff den großen Hauff nieder. Das war nicht Wunder, denn der große Hauffe flohe und der kleine stritte. O Frankfurt! Frankfurt! Gedenke dieser Schlacht!“
Erst die für damalige Verhältnisse unglaublich hohe, am 22. August 1389 verhandelte, Lösegeldzahlung von 73.000 Goldgulden, an deren Abtragung Frankfurt etwa 120 Jahre zu leiden hatte, beendete den Streit mit Frankfurt und begründeten den Bau der „Frankfurter Landwehr“. 1390 entstand die zweite Stadtummauerung, die heutige Neustadt.
Man schloss aber schnell Frieden mit Frankfurt (1391) und die Stadt suchte das Bündnis mit den Cronbergern. 1394 ernannte der Frankfurter Rat Hartmuth VIII. von Cronberg für zwei Jahre zum Amtmann von Bonames, und 1395 schloss Johann von Cronberg einen ausführlichen Bundesvertrag mit Frankfurt ab, der die Cronberger verpflichtete, die Frankfurter Bürger und ihre Messen zu schützen. Im Jahre 1398 luden die „Schießgesellen zu Cronenberg… die Schießgesellen zue Franckenfurd unsern guten frunden“ zu einem „Schießen umb eyn Cleynod“ ein. Dieser Brief gilt als der älteste überlieferte Schützenladebrief Deutschlands. Durch solche Manöver vorbereitet, gingen die Ritter von Cronberg mit ihren Bundesgenossen und den Frankfurtern dann auch gemeinsam zügig gegen den abtrünnigen Hartmut XI. von Cronberg vor, der von Burg Tannenberg aus Frankfurter Kaufleute überfiel.
Im 15. Jahrhundert betrieben die Herren von Cronberg vor allem eine Politik des Geldverleihens an andere Fürsten, insbesondere das Erzbistum Mainz. Besonders erfolgreich war dabei Frank XII., der so den Beinamen »der Reiche« erhielt.

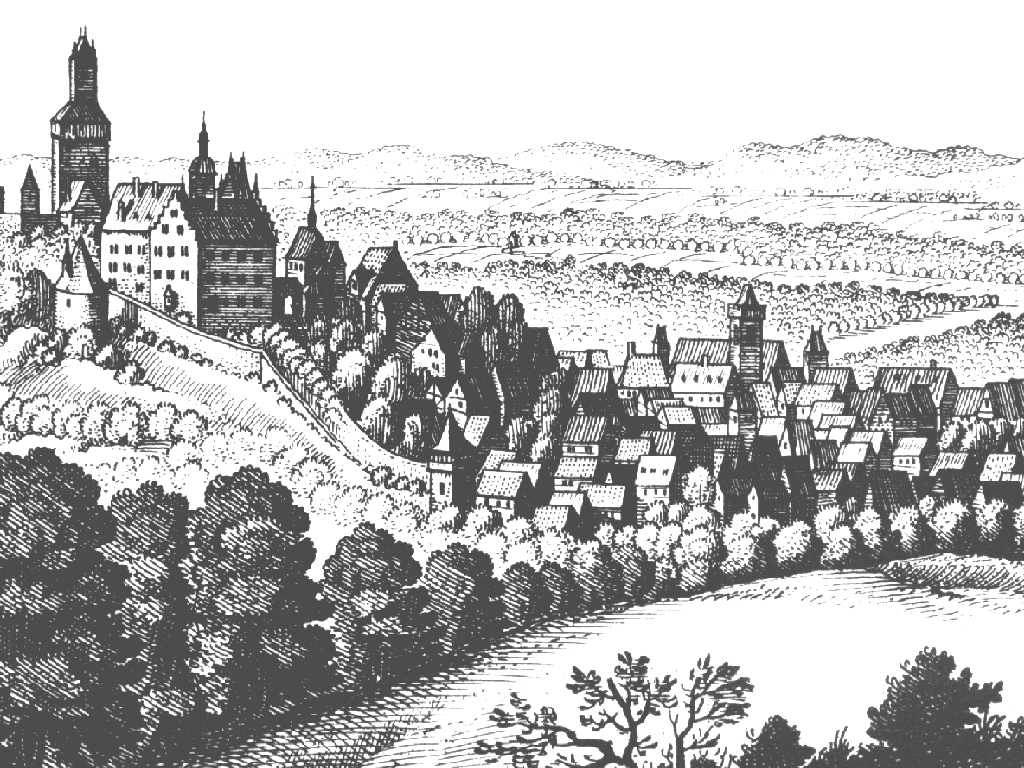
Merian-Stich Cronberg 1655

Da Hartmut XII zuvor Franz von Sickingen (seinem Onkel 2. Grades) bei dessen Angriffen auf Trier und Worms beigestanden hatte, belagerten 1522 der Trierer Erzbischof Richard von Greiffenklau zu Vollrads, Ludwig von der Pfalz sowie der Landgraf Philipp von Hessen Stadt und Burg Kronberg und erzwangen die bedingungslose Kapitulation. Hartmut floh. Da Kronberg aber Reichslehen war, musste Philipp 1541 Burg und Stadt an Hartmut unter Erteilung der Schutzrechte für die lutherische Kirche zurückgeben. Diese Schutzrechte wurden durch die Landgrafschaft Hessen-Darmstadt im 17. und 18. Jahrhundert bestätigt. Allerdings hatte es unter Erzbischof Johann Schweikhard von Cronberg und dessen Protegé Adam Philipp XI. von Cronberg einen während der Kriegswirren erfolgreichen Versuch der Gegenreformation gegeben: Die Kirchen in Kronberg wurden an Kapuziner übergeben und die protestantische Geistlichkeit zwischen 1626 und 1649 ausgewiesen. Durch die Normaljahresregelung im Westfälischen Frieden wurde der Konfessionszustand von 1624 wiederhergestellt. Die Familie der Cronberger blieb allerdings in eine reichsgräflich-katholische Linie und eine freiherrlich-evangelische Linie gespalten, und beide Linien residierten nicht mehr in Kronberg. Reichsgraf Kraft Adolf Otto von Cronberg hatte zudem keine legitimen Söhne, seine Besitzungen fielen darum mit seinem Tod 1692 an die Töchter oder zurück an die Krone.
„Der letztere des uralten Geschlechts von Cronberg“ ist im Jahre 1704 kinderlos „…in Gott selig entschlafen Herr Johann Niclas von und zu Cronberg, Herr zu Yben, Rodenberg, Hollenfels und Altenbamberg“ so seine Grabinschrift. Der im Freiherrenstand stehende Nachfahre des Kronenstamms verstarb auf Burg Hohlenfels, heute Gemeinde Hahnstätten, über dem Aartal. In den Jahrzehnten davor hatten sich besorgte Kronberger Bürger um eine Heirat des alleinstehenden Herrschers bemüht, und sogar ein „frommes demütiges Fräulein von Löw zu Steinfurth“ direkt bei ihm vorgeschlagen, was Johann Nicolaus aber ablehnte. Kronberg sowie die Gemeinden Schönberg, Niederhöchstadt und Eschborn fielen als Reichslehen daraufhin an das Kurfürstentum Mainz.

### 1704–1866

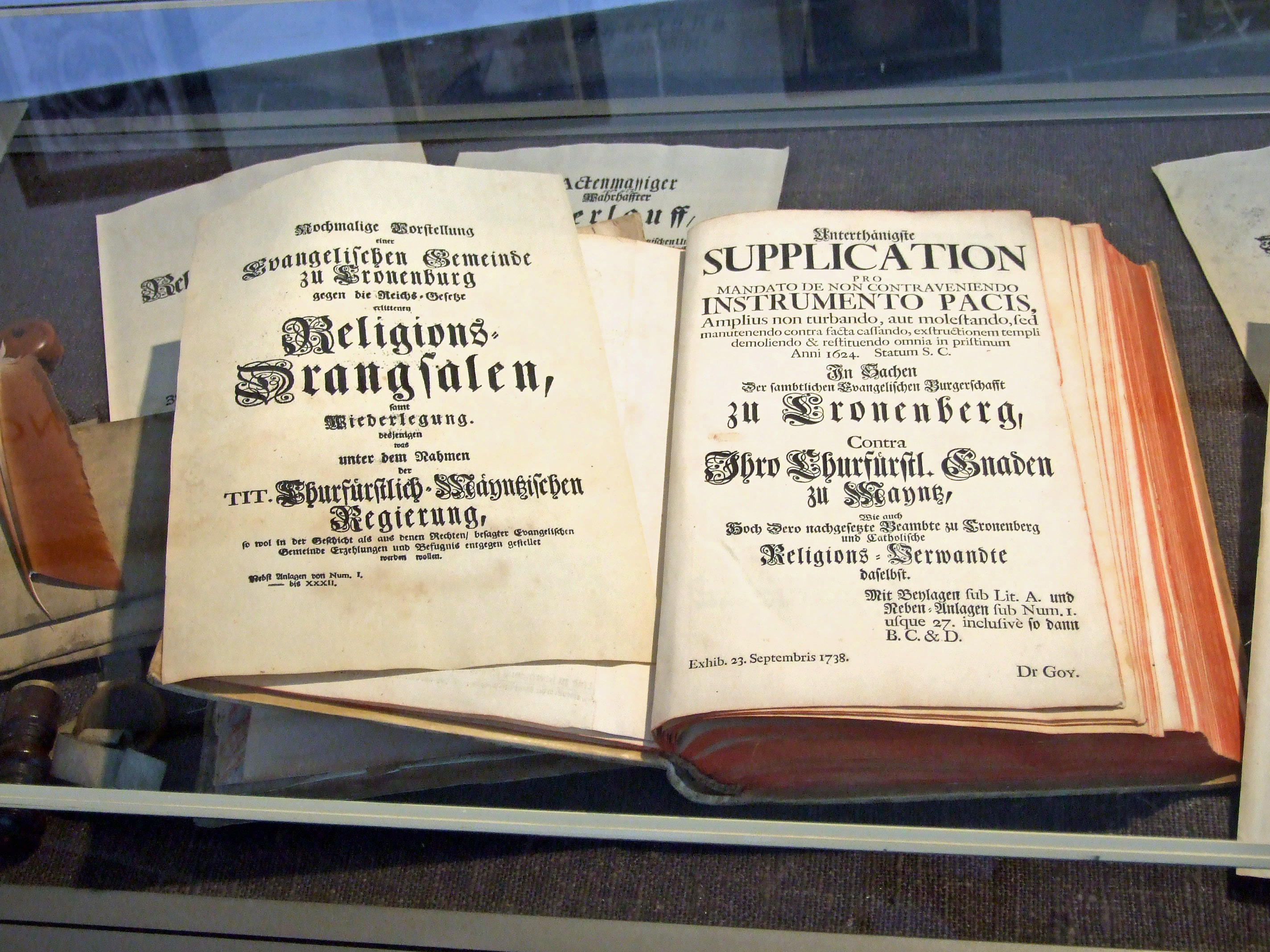
Klage der evangelischen Bürger gegen Mainz 1738

Kurmainz führte die Herrschaft Kronberg als Amt Kronberg weiter. In der Kurmainzer Zeit führten die mehrheitlich evangelischen Bürger Klage gegen Mainz wegen religiöser „Drangsalen“, so wurde zwischen 1737 und 1768 versucht, die Johanniskirche zu entkonfessionalisieren. Die Auseinandersetzungen, auch Kronberger Kirchenstreit genannt, eskalierten anlässlich des Baus des heute „Streitkirche“ genannten Gebäudes, das 1758 als katholische Kirche direkt neben der evangelischen Kirche St. Johann geplant war. Dies führte zu heftigen Protesten der evangelischen Bürger, die bis zum Immerwährenden Reichstag in Regensburg gelangten und denen dort nach einigen Jahren stattgegeben wurde. Der Bau wurde nie geweiht, das Glockengestühl wieder abgebrochen. Das Gebäude dient seit 1768 zivilen Zwecken (Apotheke, Gasthaus, bis 2018 auch als Museum der Kronberger Malerkolonie).
Im Frieden von Lunéville 1801 verlor das Kurfürstentum Mainz seine weltlichen Gebiete, darunter auch das Reichslehen Kronberg, das 1802 vom Fürsten von Nassau-Usingen in Beschlag genommen wurde, 1803 wurde es ihm formell zugesprochen. Auf Anordnung Nassaus wurden 1813 große Teile der Stadtmauer, Türme bis auf das Eichentor und Pforten abgebrochen. Im Deutschen Krieg 1866 schlug sich der Herzog von Nassau gegen den Willen der Bevölkerung auf die Seite Österreichs und verlor dadurch sein Land an Preußen.
1862 wurde der Vorläufer der Volksbank Kronberg, der Vorschussverein für Cronberg & Umgebung gegründet.

### 1866–1945

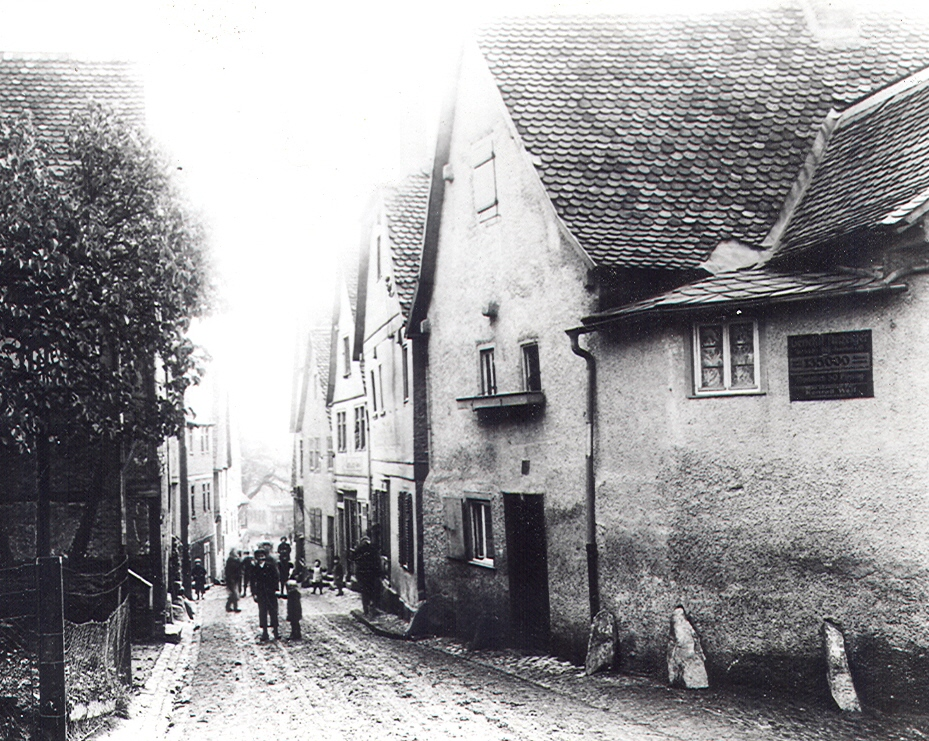
Das dörfliche Cronberg etwa 1900

Die nassauischen Ämter Königstein und Usingen sowie Homburg werden 1867 von Preußen zum Obertaunuskreis zusammengelegt, der 1868 dem Regierungsbezirk Wiesbaden in der neuen Provinz Hessen-Nassau zugeteilt wurde.
Wohlhabende Industrielle, Kaufleute und Bankiers entdeckten in der Mitte des 19. Jahrhunderts die idyllische und klimatisch günstige Lage des Taunusstädtchens in unmittelbarer Nähe Frankfurts und errichteten Villen und Sommersitze in Kronberg und Schönberg. Auch Künstler, darunter Anton Burger und Jakob Fürchtegott Dielmann, kamen ab etwa 1850 nach Kronberg und begründeten die Kronberger Malerkolonie, die bis in die Zeit nach dem Zweiten Weltkrieg bestand. Einige Werke der Kronberger Maler wurden bis 2018 im Museum in der Streitkirche ausgestellt, seitdem in der Villa Winter.
Das bislang durch Kleinbauern und Handwerker dörflich geprägte Städtchen erlangte in seiner „preußischen Epoche“ Bedeutung durch den Bau (Eröffnung am 1. November 1874) der Bahnverbindung Rödelheim-Kronberg, sowie des Witwensitzes Schloss Friedrichshof (1889–1894) der Kaiserin Friedrich, Mutter Kaiser Wilhelms II. Aufgrund der zahlreichen Besuche des europäischen Hochadels auf Schloss Friedrichshof wurde ein „kaiserlicher“ Pavillon auf dem Bahnhofsgelände errichtet, der ca. 1930 abgerissen wurde und einem Toilettenbau wich.

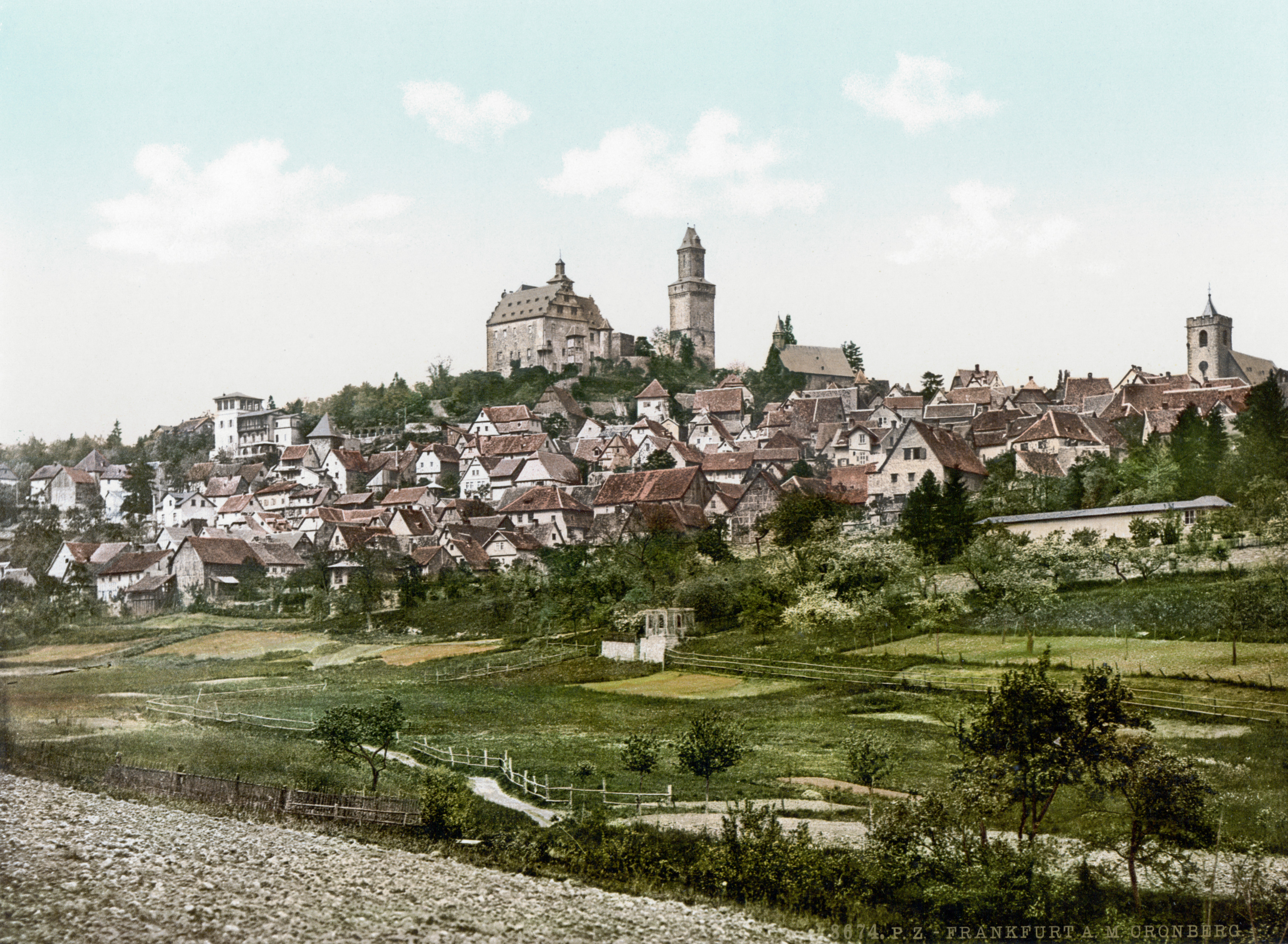
Cronberg etwa 1890–1900

1891 erwarb Kaiser Wilhelm die Burg Kronberg vom preußischen Staat und machte sie seiner Mutter zum Geschenk. Die Burg wurde 1892 bis 1901 aufwändig unter der Mitwirkung von Louis Jacobi renoviert.
1892 wurde im Kronthal von Siemens & Halske eine fahrbare Dampflokomobile mit angeschlossenem Dynamo zur Versorgung der Stadt Kronberg mit Elektrizität aufgestellt. Nach einigen Jahren wurde das Gespann nach Bad Soden auf das Gelände der heutigen MKW verlegt und diente dort als Reserve.
1918 bis 1928 gehörte Kronberg zum Kreis Königstein, einer während der französischen Besatzung gegründeten Verwaltungseinheit, die 1928 wieder aufgelöst und in den Obertaunuskreis eingegliedert wurde.
Am 17. Oktober 1933 wurde vom Reichsinnenminister die Namensänderung von Cronberg in Kronberg verordnet, das „C“ wurde von den Nationalsozialisten als „undeutsch“ betrachtet. Die letzte Stadtverordnetenversammlung tagte am 23. Dezember 1933, Magistrat und Stadtverordnetenversammlung wurden abgeschafft, zum alleinigen Vertreter der Stadt wurde der vom Landrat eingesetzte Bürgermeister und NSDAP-Ortsgruppenleiter Wilhelm Schaub, dem einige „Ratsherren“ beigeordnet wurden. In der Villa Mumm, heute Sitz der Fidelity Investments, richtete die NSDAP 1936 eine Gauschulungsburg und 1940 ein Reservelazarett ein. In der Nacht vom 18. auf den 19. November 1943 wurde bei einem Brandbombenabwurf die Burgkapelle stark beschädigt, der Dachstuhl später nur zur Hälfte wiederhergestellt.
Am 29. März 1945 wurde Kronberg von Truppen der 3. US Army kampflos besetzt. Kronberg und seine heutigen Stadtteile verloren im Zweiten Weltkrieg um die 400 Männer, sechs Kronberger jüdischer Abstammung starben im Gefängnis bzw. im Konzentrationslager.

### Seit 1945

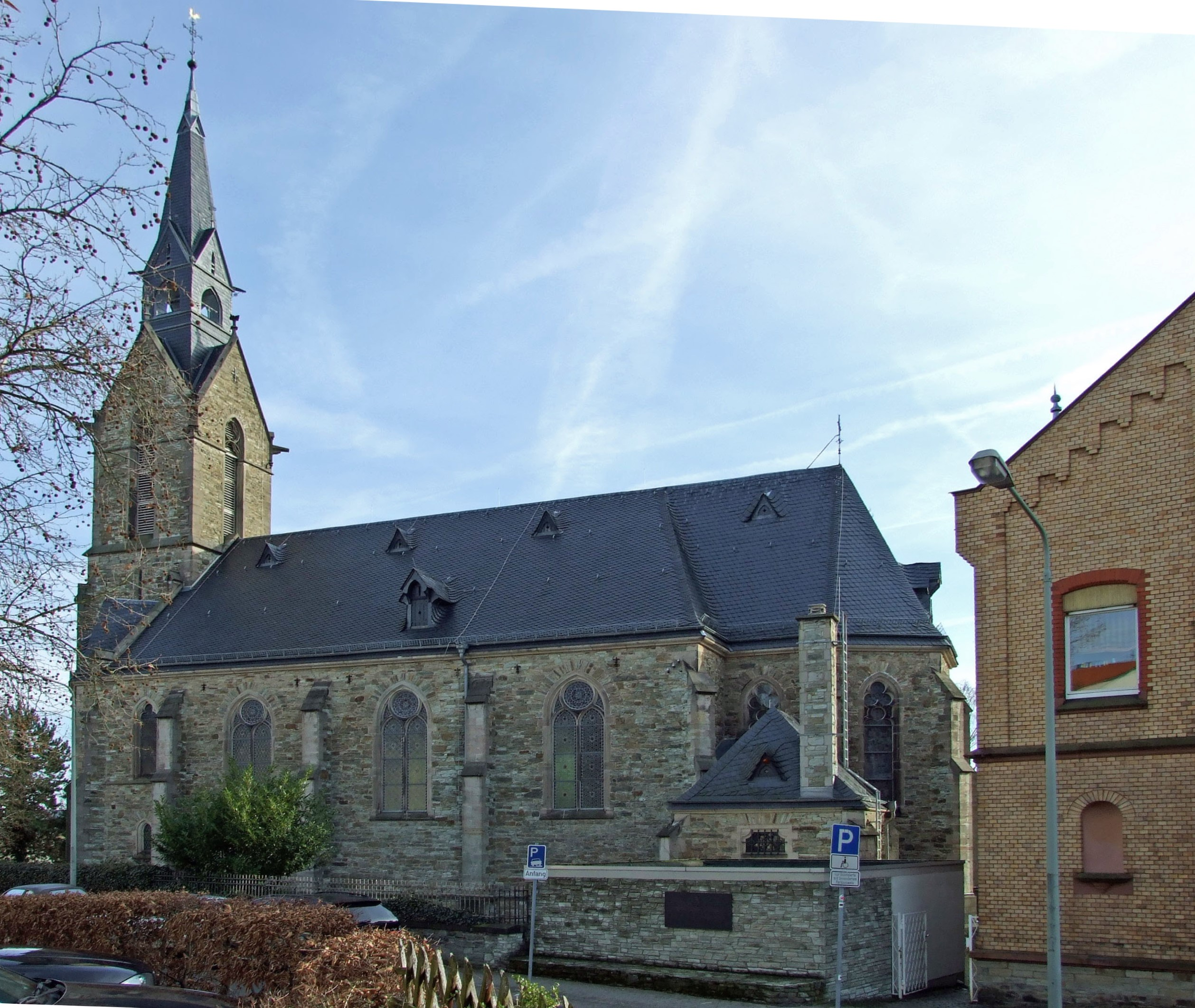
Kirche St. Peter und Paul mit Gedenktafel

Nach dem Zweiten Weltkrieg gehörte Kronberg zu dem von der amerikanischen Besatzungsmacht aus Kurhessen, den zur US-Besatzungszone gehörigen Teilen Nassaus und aus den rechtsrheinischen Teilen des Volksstaates Hessen gebildeten Groß-Hessen, dem heutigen Bundesland Hessen.
1946 wurde von Papst Pius XII. die Päpstliche Mission für die Flüchtlinge in Deutschland nach Kronberg verlegt. Apostolischer Visitator und Leiter der Einrichtung war der deutschstämmige Bischof von Fargo in North Dakota Aloysius Muench. Sein Seelsorge-Auftrag umfasste die Betreuung der Geflüchteten und Vertriebenen aus Osteuropa. Bis zum Sommer 1949 organisierte er von Kronberg aus den Transport von rund 950 Güterwaggons mit päpstlichen Hilfsgütern nach Deutschland. Unterstützung fand er auch bei der US-Regierung; vor der Aufnahme seiner Tätigkeit in Kronberg erhielt er vom US-Verteidigungsminister Robert P. Patterson die Ernennungsurkunde als Verbindungsbeauftragter für religiöse Angelegenheiten bei der US-Militärregierung in Deutschland. Durch seine Kontakte in die USA vermittelte Muench einen beachtlichen Spendenfluss ins zerstörte Deutschland. Nach der Gründung der Bundesrepublik Deutschland wurde die Kronberger Apostolische Mission 1951 aufgelöst. Muench wurde zuvor am 28. Oktober 1950 von Pius XII. zum Erzbischof und ersten Apostolischer Nuntius in der Bundesrepublik Deutschland ernannt; er trat das Amt am 9. März 1951 in Bad Godesberg an.
Unter dem Decknamen Operation Artischocke „befragte“ die CIA zu Beginn der 1950er Jahre in der heute denkmalgeschützten Villa Schuster (später Haus Waldhof) mutmaßliche Agenten unter Anwendung von Gehirnwäsche, Drogen, Hypnose und Folter. Überregional bekannt wurde Kronberg 2010, als sich der damalige Kämmereileiter wegen der Veruntreuung von insgesamt 280.000 Euro vor Gericht verantworten musste. Er wurde 2011 zu einer Freiheitsstrafe von drei Jahren und neun Monaten rechtskräftig verurteilt.

### Eingemeindungen

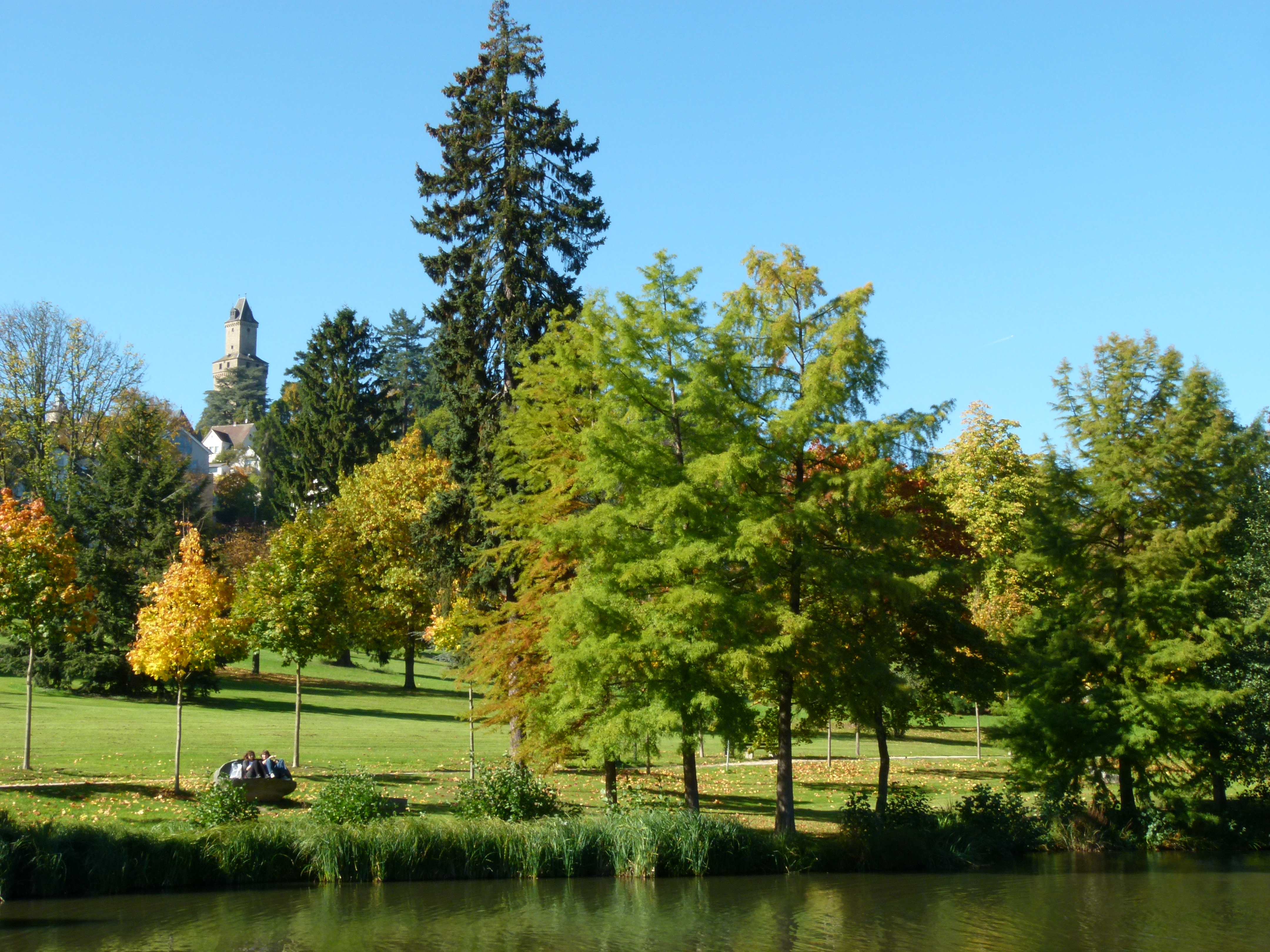
Viktoria-Park: Schillerweiher mit Burgblick

Anlässlich der Gebietsreform in Hessen genehmigte die Landesregierung mit Wirkung vom 1. April 1972 den Zusammenschluss der Stadt Kronberg (Taunus) und der Gemeinden Oberhöchstadt/Ts. und Schönberg (Taunus) im Obertaunuskreis zu einer Stadt mit dem Namen Kronberg/Taunus. Für die Ortsteile Kronberg, Schönberg und Oberhöchstadt wurden per Hauptsatzung Ortsbezirke mit Ortsbeirat und -vorsteher errichtet. Die Grenzen der Ortsbezirke folgen den bisherigen Gemarkungsgrenzen.
Am 1. Januar 1977 wurde der Name der Stadt amtlich in Kronberg im Taunus geändert.

### Obstbau
Im Obstanbau ist Kronberg vor allem bekannt für seine Esskastanien und die Erdbeerfelder; darüber hinaus bestehen einige Streuobstwiesen.
In der Region wurde früher sehr viel Obst angebaut, nicht zuletzt durch die Aktivitäten des von 1786 bis 1813 in Kronberg wirkenden Pfarrers und Pomologen Johann Ludwig Christ. Es entstand eine genossenschaftliche Obstverwertungsgesellschaft mit einer heute nicht mehr existierenden Markthalle am Schanzenfeld. Landesweit wurden beispielsweise Erdbeeren bis in die 1950er Jahre unter dem Begriff „Kronberger Erdbeeren“ vermarktet. Der Apfelanbau auf Streuobstwiesen hatte eine große Bedeutung, Apfelwein wurde gekeltert. Die Kronberger Edelkastanien, auch „Keste“ genannt, ließ sich Goethe bis nach Weimar nachsenden.

### Waldschwimmbad
Das Waldschwimmbad ist das einzige Freibad in Kronberg im Taunus.

## Politik und Verwaltung

### Stadtverordnetenversammlung
Die Kommunalwahl am 14. März 2021 lieferte folgendes Ergebnis, in Vergleich gesetzt zu früheren Kommunalwahlen:
| Sitzverteilung in der Stadtverordnetenversammlung 2021Insgesamt 33 Sitze - SPD: 5 - Grüne: 6 - KfB: 6 - FDP: 5 - UBG: 2 - CDU: 9 | Parteien und Wählergemeinschaften | Parteien und Wählergemeinschaften           | 2021  | 2021  | 2016  | 2016  | 2011  | 2011  | 2006  | 2006  | 2001  | 2001  |
| Sitzverteilung in der Stadtverordnetenversammlung 2021Insgesamt 33 Sitze - SPD: 5 - Grüne: 6 - KfB: 6 - FDP: 5 - UBG: 2 - CDU: 9 | Parteien und Wählergemeinschaften | Parteien und Wählergemeinschaften           | %     | Sitze | %     | Sitze | %     | Sitze | %     | Sitze | %     | Sitze |
| Sitzverteilung in der Stadtverordnetenversammlung 2021Insgesamt 33 Sitze - SPD: 5 - Grüne: 6 - KfB: 6 - FDP: 5 - UBG: 2 - CDU: 9 | CDU                               | Christlich Demokratische Union Deutschlands | 27,0  | 9     | 27,3  | 9     | 39,8  | 13    | 37,1  | 12    | 43,7  | 14    |
| Sitzverteilung in der Stadtverordnetenversammlung 2021Insgesamt 33 Sitze - SPD: 5 - Grüne: 6 - KfB: 6 - FDP: 5 - UBG: 2 - CDU: 9 | Grüne                             | Bündnis 90/Die Grünen                       | 17,9  | 6     | 12,4  | 4     | 16,8  | 6     | 8,6   | 3     | 9,7   | 3     |
| Sitzverteilung in der Stadtverordnetenversammlung 2021Insgesamt 33 Sitze - SPD: 5 - Grüne: 6 - KfB: 6 - FDP: 5 - UBG: 2 - CDU: 9 | KfB                               | Kronberg für die Bürger                     | 16,6  | 6     | 18,0  | 6     | 7,7   | 2     | 11,5  | 4     | —     | —     |
| Sitzverteilung in der Stadtverordnetenversammlung 2021Insgesamt 33 Sitze - SPD: 5 - Grüne: 6 - KfB: 6 - FDP: 5 - UBG: 2 - CDU: 9 | SPD                               | Sozialdemokratische Partei Deutschlands     | 16,1  | 5     | 18,3  | 6     | 20,4  | 7     | 22,0  | 7     | 25,7  | 9     |
| Sitzverteilung in der Stadtverordnetenversammlung 2021Insgesamt 33 Sitze - SPD: 5 - Grüne: 6 - KfB: 6 - FDP: 5 - UBG: 2 - CDU: 9 | FDP                               | Freie Demokratische Partei                  | 16,1  | 5     | 15,6  | 5     | 6,9   | 2     | 7,8   | 3     | 9,5   | 3     |
| Sitzverteilung in der Stadtverordnetenversammlung 2021Insgesamt 33 Sitze - SPD: 5 - Grüne: 6 - KfB: 6 - FDP: 5 - UBG: 2 - CDU: 9 | UBG                               | Unabhängige Bürgergemeinschaft Kronberg Ts. | 6,2   | 2     | 8,3   | 3     | 8,4   | 3     | 13,1  | 4     | 11,5  | 4     |
| Sitzverteilung in der Stadtverordnetenversammlung 2021Insgesamt 33 Sitze - SPD: 5 - Grüne: 6 - KfB: 6 - FDP: 5 - UBG: 2 - CDU: 9 | Gesamt                            | Gesamt                                      | 100,0 | 33    | 100,0 | 33    | 100,0 | 33    | 100,0 | 33    | 100,0 | 33    |
| Sitzverteilung in der Stadtverordnetenversammlung 2021Insgesamt 33 Sitze - SPD: 5 - Grüne: 6 - KfB: 6 - FDP: 5 - UBG: 2 - CDU: 9 | Wahlbeteiligung in Prozent        | Wahlbeteiligung in Prozent                  | 52,6  | 52,6  | 55,1  | 55,1  | 54,5  | 54,5  | 54,0  | 54,0  | 61,1  | 61,1  |

Regierungskoalitionen:
- 21. September 2006 bis 19. Februar 2009: SPD, UBG, KfB und Grüne
- 29. August 2011 bis März 2016: CDU, SPD
- Juli 2016 bis Juni 2018: CDU, SPD und UBG

### Bürgermeister

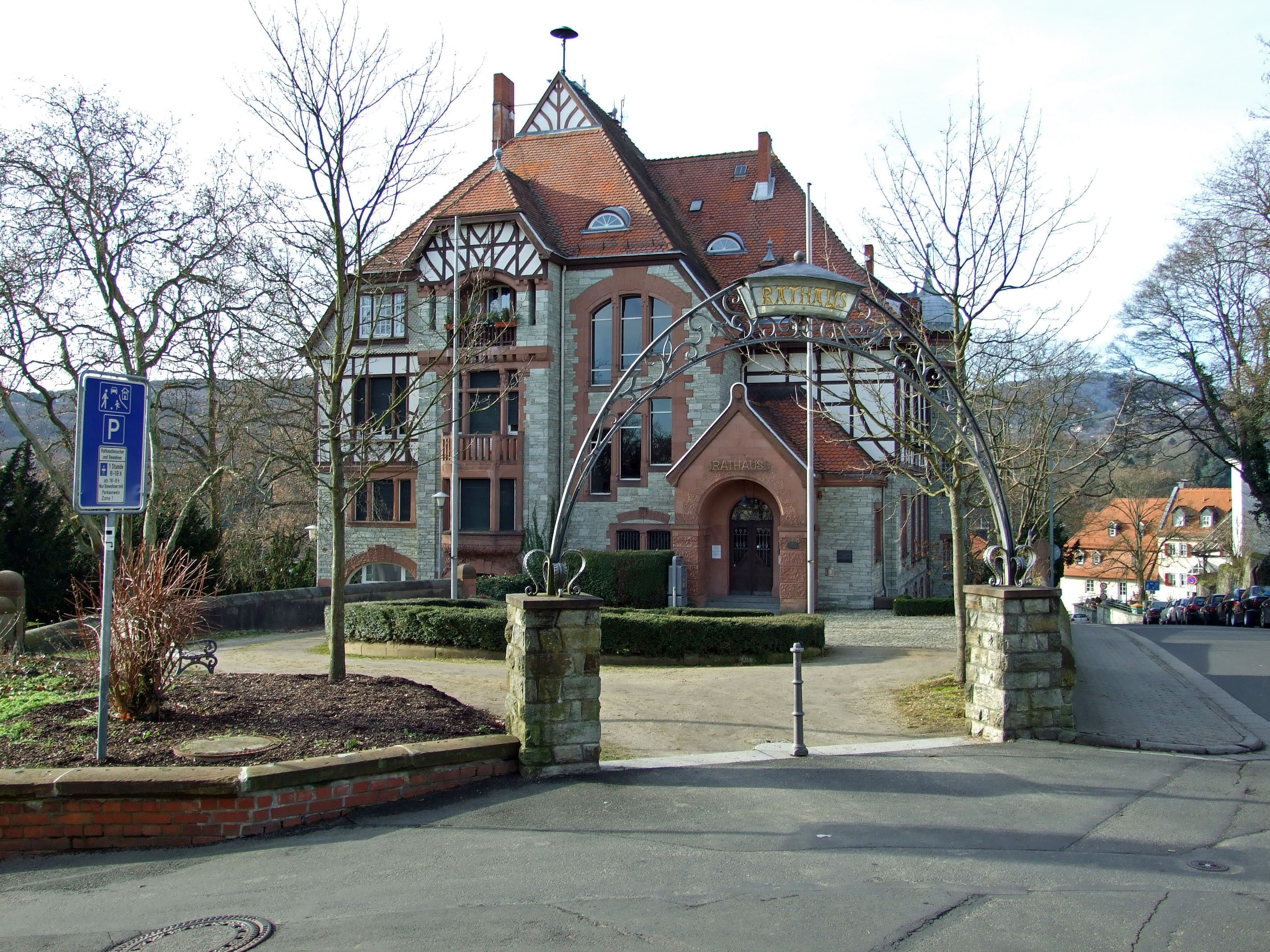
Rathaus (Villa Bonn)

Nach der hessischen Kommunalverfassung wird der Bürgermeister für eine sechsjährige Amtszeit gewählt, seit dem Jahr 1993 in einer Direktwahl, und ist Vorsitzender des Magistrats, dem in der Stadt Kronberg  im Taunus neben dem Bürgermeister der hauptamtliche Erste Stadtrat sowie elf ehrenamtliche Stadträte angehören. Bürgermeister ist seit dem 1. Januar 2021 der parteiunabhängig angetretene Christoph König. Die Amtszeit seines Amtsvorgängers Klaus E. Temmen, der nach zwei Amtszeiten nicht mehr kandidiert hatte, verlängerte sich um einen Monat bis zum Jahresende, weil in Hessen die Direktwahlen pandemiebedingt verschobenen worden waren. Christoph König wurde in einer Stichwahl am 15. November 2020 bei 51,42 Prozent Wahlbeteiligung mit 63,45 Prozent der Stimmen gewählt.
Amtszeiten der Bürgermeister
- 2020–2026 Christoph König[22]
- 2008–2020 Klaus E. Temmen[23]
- 1990–2008 Wilhelm Kreß (SPD)
- 1971–1990 Rudolf Möller (CDU)

Vor der Gebietsreform 1971 mit dem Zusammenschluss von Kronberg, Schönberg und Oberhöchstadt hatte die frühere Stadt Kronberg diese Bürgermeister:
- 1864–1904: Georg Jamin
- 1904–1915: Karl Eugen Pietsch (gefallen am 17. Januar 1915 in Bois-le-Prêtre, Frankreich)
- 1915–1920: Adolf Müller-Mittler
- 1920–1932/33: Wilhelm Schwinn
- 1933–1945: Wilhelm Schaub (NSDAP)
- 1945–1956: Adam Zubrod (SPD)
- 1956–1967: Günther Jacobi (parteilos)
- 1968–1971: Ernst Winterberg (SPD)

### Hoheitszeichen
Als Hoheitszeichen führt die Stadt Kronberg im Taunus ein Siegel, ein Wappen und eine Flagge.

Bannerflagge

| Wappen von Kronberg im Taunus | Blasonierung: „Geteilt, oben dreimal geteilt von Silber und Rot, unten in Silber drei, zwei zu eins gestellte blaue Eisenhütchen.“ |
| Wappen von Kronberg im Taunus | Wappenbegründung: Das Wappen ist seit 1907 in dieser Form (Entwurf von M. Hildebrandt) offizielles Gemeindewappen. Das Gerichtssiegel von 1681 zeigt den gleichen Schild, darauf eine Krone und als Helmzier des Kronenstamms einen tannenzapfenartigen Federbusch. Diese sind ebenfalls mit den Farben Gold für die Krone und Schwarz für den Tannenzapfen seit 1907 amtlich gebilligt. |

Bannerbeschreibung: „Das Banner ist rot-weiß-blau längsgestreift mit dem aufgelegten Wappen oberhalb der Mitte.“

### Städtepartnerschaften
- Le Lavandou, Frankreich, seit 2. September 1972
- Ballenstedt, Deutschland, seit 6. Oktober 1988
- Porto Recanati, Italien, seit 5. September 1993
- Aberystwyth, Vereinigtes Königreich, seit 1. November 1997
- Guldental, Deutschland, „befreundet“, keine formelle Partnerstadt

## Kultur und Sehenswürdigkeiten

### Kirchen

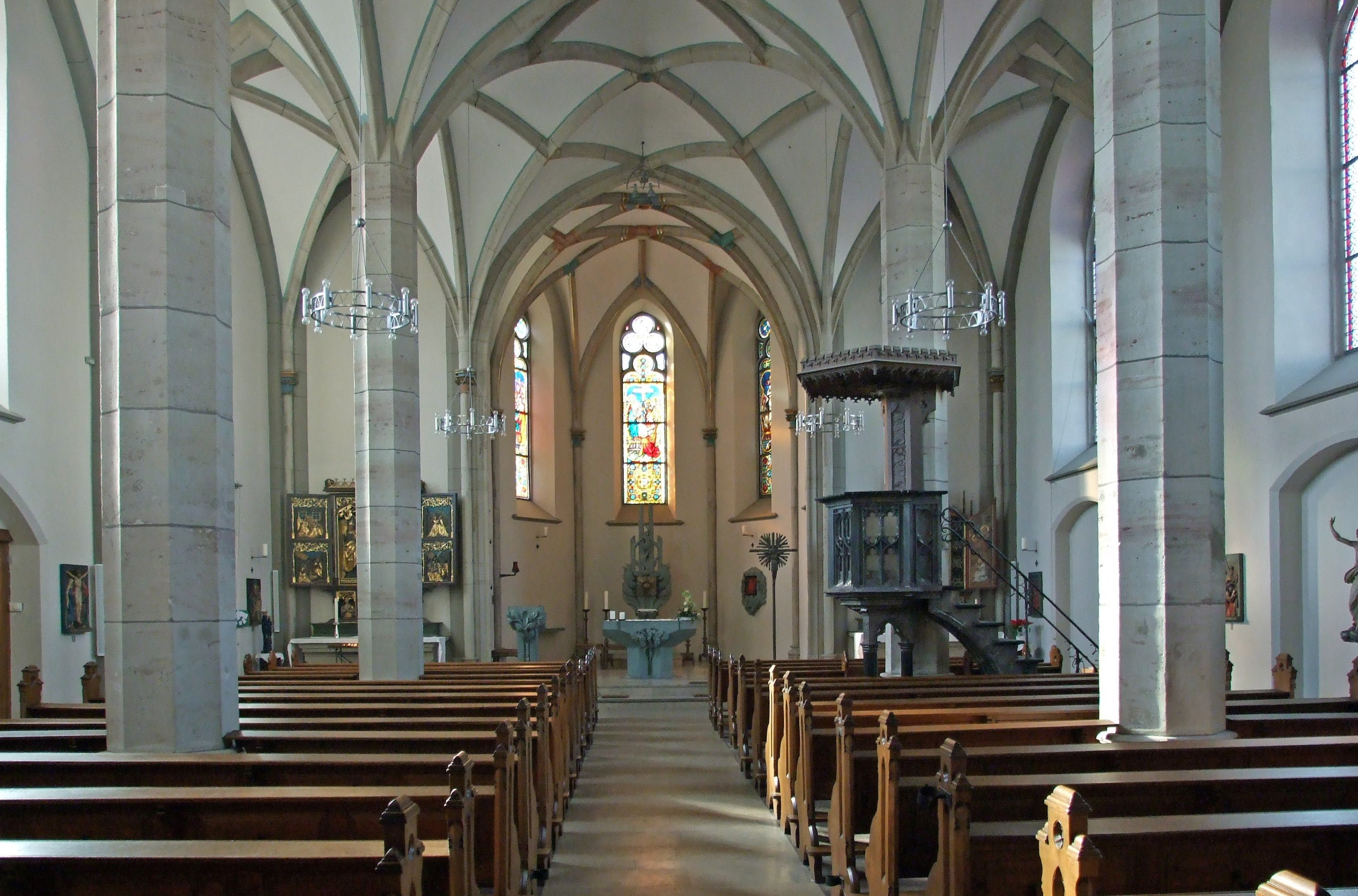
St. Peter und Paul

- Evangelische Stadtkirche St. Johann
- Katholische Kirche St. Peter und Paul
- Katholische Kirche St. Albanus, Schönberg
- Katholische Kirche St. Vitus, Oberhöchstadt
- Evangelische Kirche, Oberhöchstadt
- Evangelische Markus-Gemeinde, Schönberg
- Neuapostolische Kirche

### Parks
- Victoriapark
- Quellenpark Kronthal
- Schulgarten
- Alter Friedhof

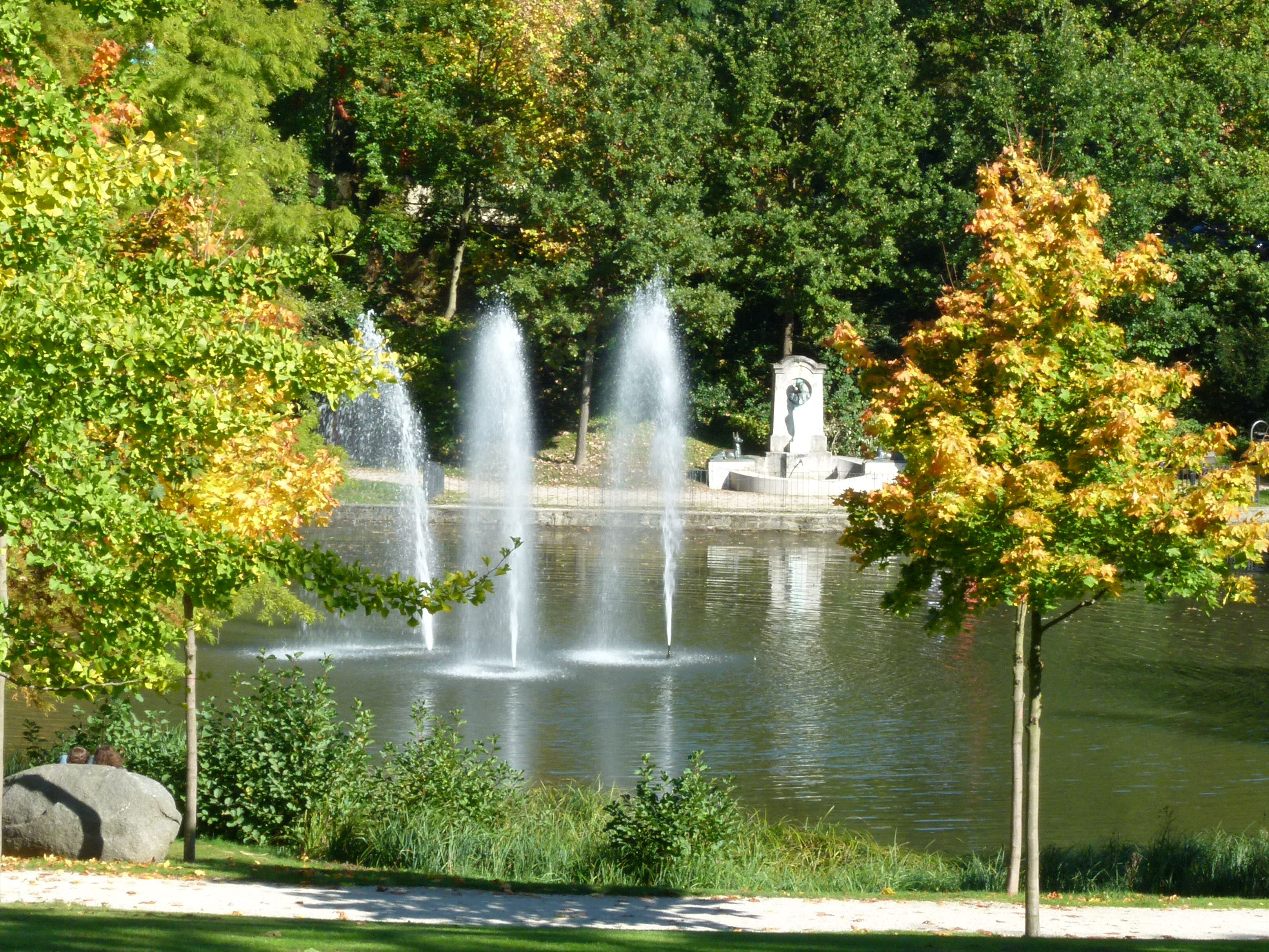
Viktoria-Park: Schillerweiher mit Burger-Denkmal

Das zwischen Kronberg und Königstein gelegene Tierfreigehege Opel-Zoo entstand aus einer privaten Tierhaltung von Georg von Opel, einem Enkel des Gründers der Adam-Opel-Werke.

### Feste
Das größte Straßenfest in der Altstadt rund um die Steinstraße ist die „Thäler Kerb“. Seit Gründung des Thäler Kerbe-Vereins 1967 wird sie wieder gefeiert, immer am Dienstag und Mittwoch nach dem ersten Juli-Sonntag. Während der beiden Festtage regiert das „Thäler Pärchen“, die Miss Bembel und der Thäler Bürgermeister.
Weitere Feste:
- Dallesfest in Oberhöchstadt
- Brunnenfest in Schönberg
- Oberhöchstädter Kerb
- Kürbis-Festival auf der Burg Kronberg im Oktober
- Internationales Straßentheaterfestival

### Märkte

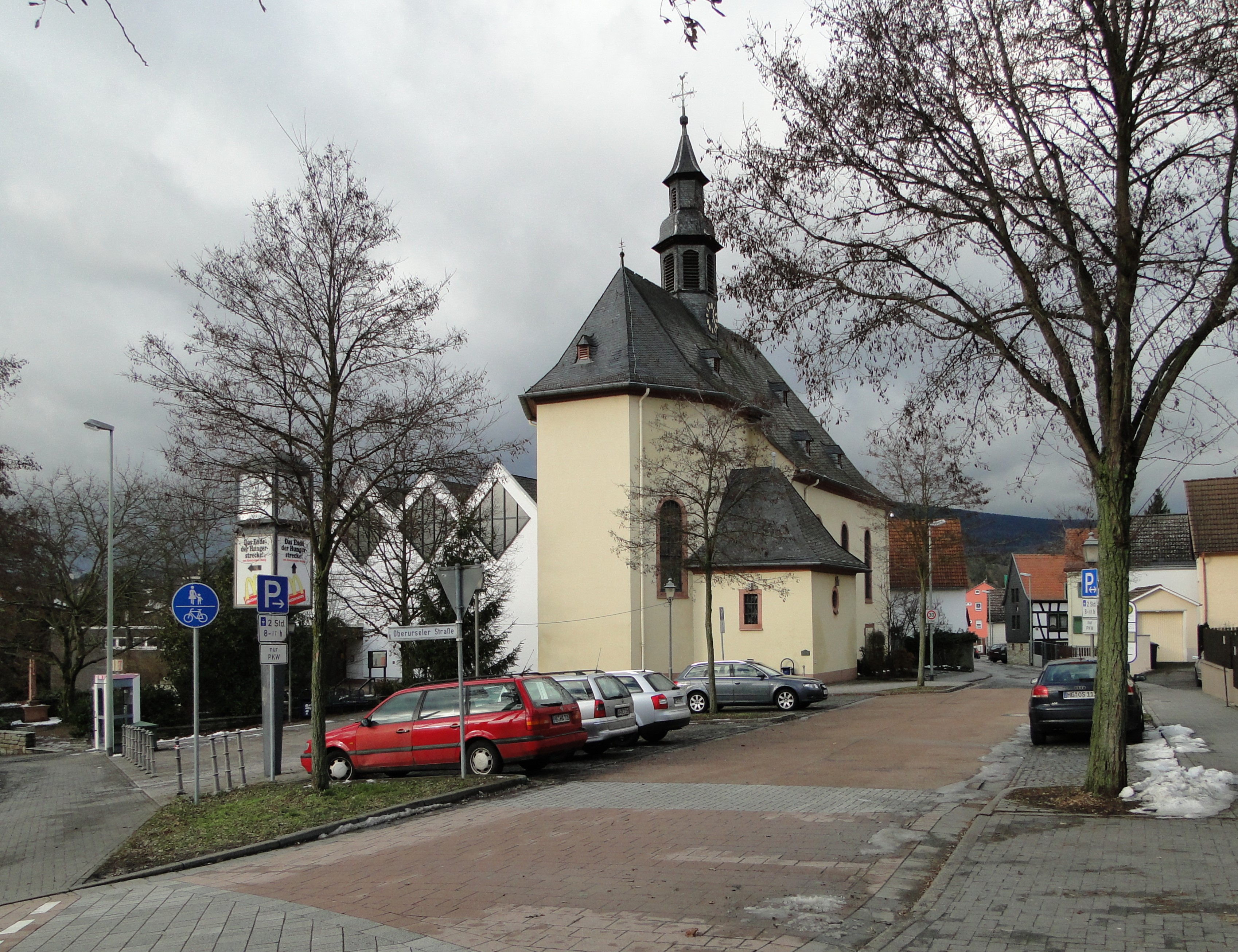
St. Vitus im Ortsteil Oberhöchstadt

- Flohmarkt in der Altstadt am ersten Sonntag im Juli
- Kunst- und Weinmarkt am ersten Wochenende im August
- kronberg/er/leben, ehemaliger Herbstmarkt des Bundes der Selbstständigen Kronberg im Taunus am zweiten Wochenende im September
- Apfelmarkt im September oder Oktober
- Herbstfrüchtefestival auf der Burg im Oktober
- Weihnachtsmärkte in Kronberg und Oberhöchstadt
- Mittelalter-Markt alle zwei Jahre an Pfingsten
- Kronberger Genuss-Messe (jährlich Ende April/Anfang Mai) seit 2016

### Vereine
Die Kronberger Bürger organisieren und pflegen ein reges Vereinsleben in den Bereichen Jugend, Kultur und Sport. Der älteste Verein ist die Cronberger Schützengesellschaft von 1398.

### Musik-Festivals
- Festival der Kronberg Academy, seit 1993 alle zwei Jahre im Herbst
- Kammermusikfestival Chamber Music Connects the World der Kronberg Academy, seit 2000 alle zwei Jahre im Frühjahr

### Andere Festivals
- Schafhof Festival der Linsenhoff-UNICEF-Stiftung (unregelmäßig, letztes Festival 2007)

## Museen, Galerien und Konzerthalle

### Museen
- Museum Burg Kronberg
- Museum Stadtgeschichte Kronberg

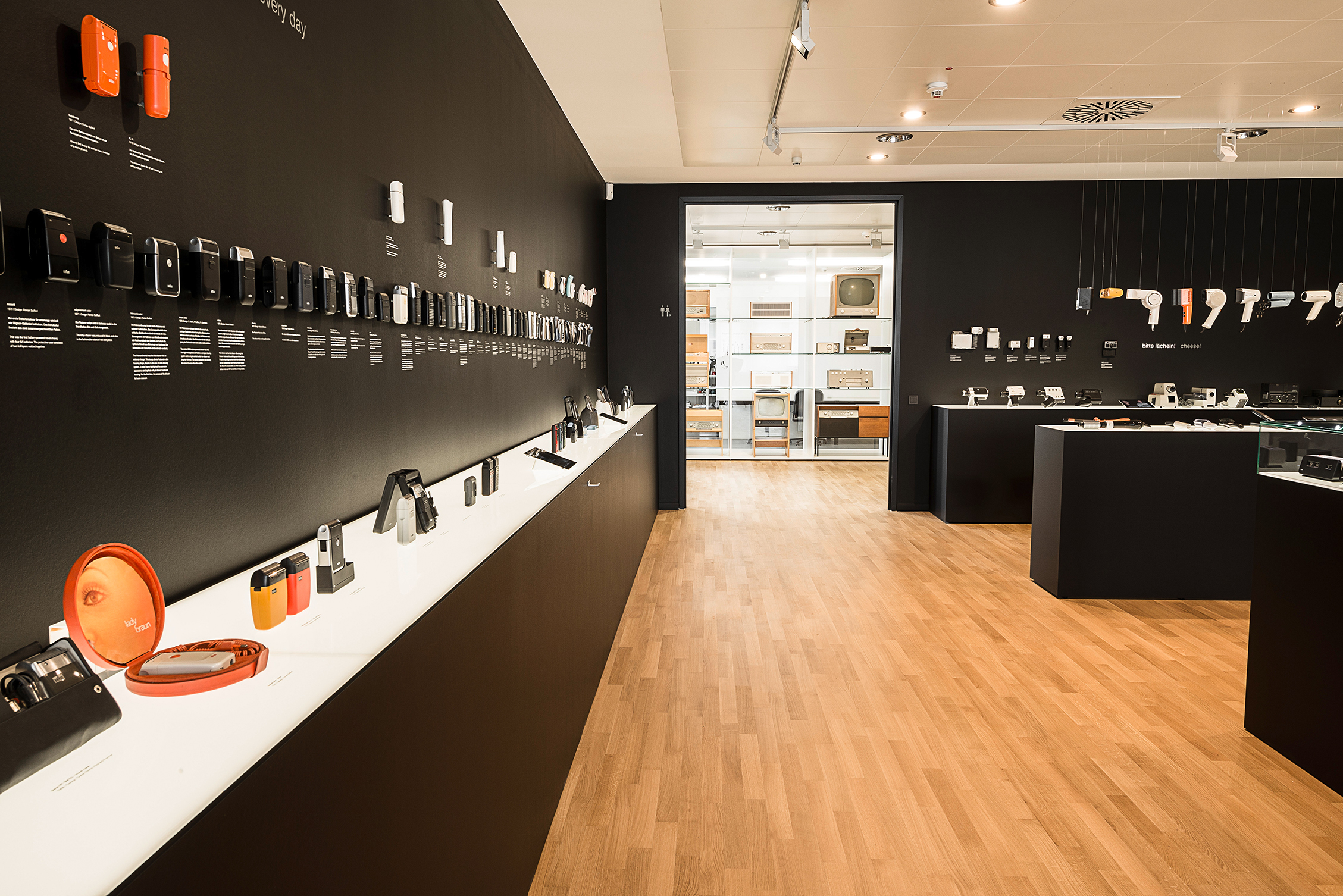
Braun-Sammlung

- Museum Kronberger Malerkolonie, Villa Winter
- Fritz-Best-Museum
- Braun-Sammlung der Firma Braun
- Museum The Petards

### Galerien
- Galerie Ossenpohl
- Galerie Hana
- Galerie Sties
- Galerie Satyra
- Galerie Heilkunst
- ArtXchange
- VESSELS – Künstlergruppe, Forum für internationale Gefäßkunst
- Galerie Kerstner

### Casals Forum
Am 1. Oktober 2017 fand die Grundsteinlegung für das Casals Forum statt, das einen Konzertsaal für 550 Personen und ein Studienzentrum für die Kronberg Academy beinhaltet. Die Fertigstellung war zunächst für Mai 2022 geplant. Schließlich erfolgte die Eröffnung am 23. September 2022. Namensgeber ist der Cellist Pablo Casals.
Das Casals Forum soll die Heimat des Chamber Orchestra of Europe werden, das mit seiner Verwaltung 2021 von London nach Kronberg umzieht.[veraltet]

## Verkehr

### Überörtliche Straßenanbindung
Am nördlichen Rand Kronbergs verläuft die B 455 als Umgehungsstraße von Wiesbaden nach Bad Homburg, die Kronberg mit der A 3 und A 661 verbindet. In südlicher Richtung erreicht man die A 5 und A 66.

### Schienenverkehr und öffentlicher Personennahverkehr
Der Bahnhof Kronberg (Taunus) an der Kronberger Bahn ist Endpunkt der Frankfurter S-Bahn-Linie S4, die Kronberg mit der Frankfurter Innenstadt, dem Hauptbahnhof und der Nachbarstadt Eschborn verbindet. Die S-Bahn ist in den Rhein-Main-Verkehrsverbund integriert.
Dazu existiert in Kronberg seit 2001 ein Stadtbusnetz aus drei Linien. Es ist ebenso wie die S-Bahn in den Rhein-Main-Verkehrsverbund integriert und befördert pro Jahr rund 380.000 Personen. Ergänzt wird das Angebot durch ein Anruf-Sammeltaxi, das einige geographische Lücken des Stadtbusses abdeckt sowie zur Betriebsstundenerweiterung dient. Dazu verbinden regionale Buslinien Kronberg mit den Nachbarstädten und dem nahen Frankfurter Nordwestzentrum.
Seit Anfang 2013 lässt das Frankfurter Verkehrsdezernat eine mögliche Verlängerung der U-Bahn-Linie 7 nach Eschborn prüfen, die derzeit an der Heerstraße in Frankfurt-Praunheim endet. Der Frankfurter Verkehrsdezernent hat eine entsprechend konkrete Untersuchung des Projekts in Auftrag gegeben. Eine Haltestelle im Gewerbegebiet Helfmann-Park ist möglich. Diese würde laut dem Eschborner Bürgermeister „den Standort Eschborn noch weiter aufwerten“. Einen genauen Zeitplan für das Projekt gebe es noch nicht. Es soll ein Treffen mit Vertretern aus Eschborn, Frankfurt und Oberursel zum U-Bahn-Thema geben. Die Grünen im Hochtaunuskreis haben sich für einen Ausbau der U7 über Eschborn hinaus mit Haltestellen in Steinbach und Kronberg ausgesprochen.

## Wirtschaft und Infrastruktur

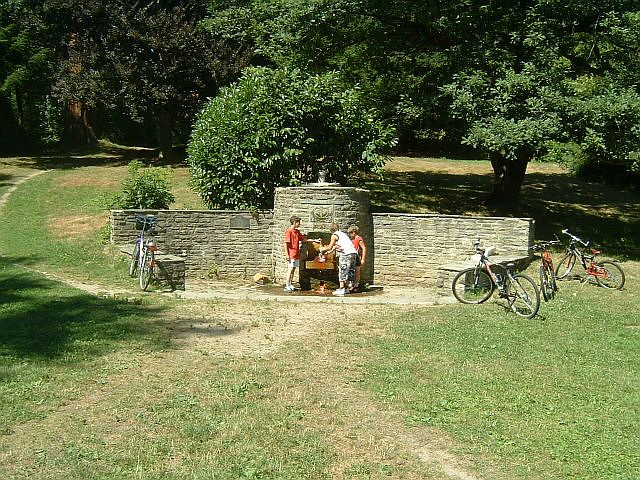
Eine der öffentlich zugängigen Mineralquellen im „Kronthal“

Die Stadt Kronberg im Taunus verfügte im Jahr 2023 über einen weit überdurchschnittlichen Kaufkraftindex von 172,8 des Bundesdurchschnitts. Mit 35 Einkommensmillionären auf 10.000 Einwohner wies Kronberg im Jahr 2020 die zweithöchste Millionärsdichte aller Städte und Gemeinden in Hessen auf.
Kronberg ist Sitz mehrerer internationaler Firmen wie der deutschen Hauptniederlassung der Unternehmensberatungsgesellschaft Accenture (deren Zentrale sich im irischen Dublin befindet), des Elektrogeräteherstellers Braun und der Kapitalanlagegesellschaft Fidelity Investments.
In Kronberg befindet sich mit dem Schlosshotel Kronberg ein Hotel der „Leading Hotels of the World“-Gruppe.

### Medien
- Taunus-Zeitung
- Kronberger Bote

#### Buchwesen
- Stadtbibliothek
- zwei Buchhandlungen

### Kindertagesstätten

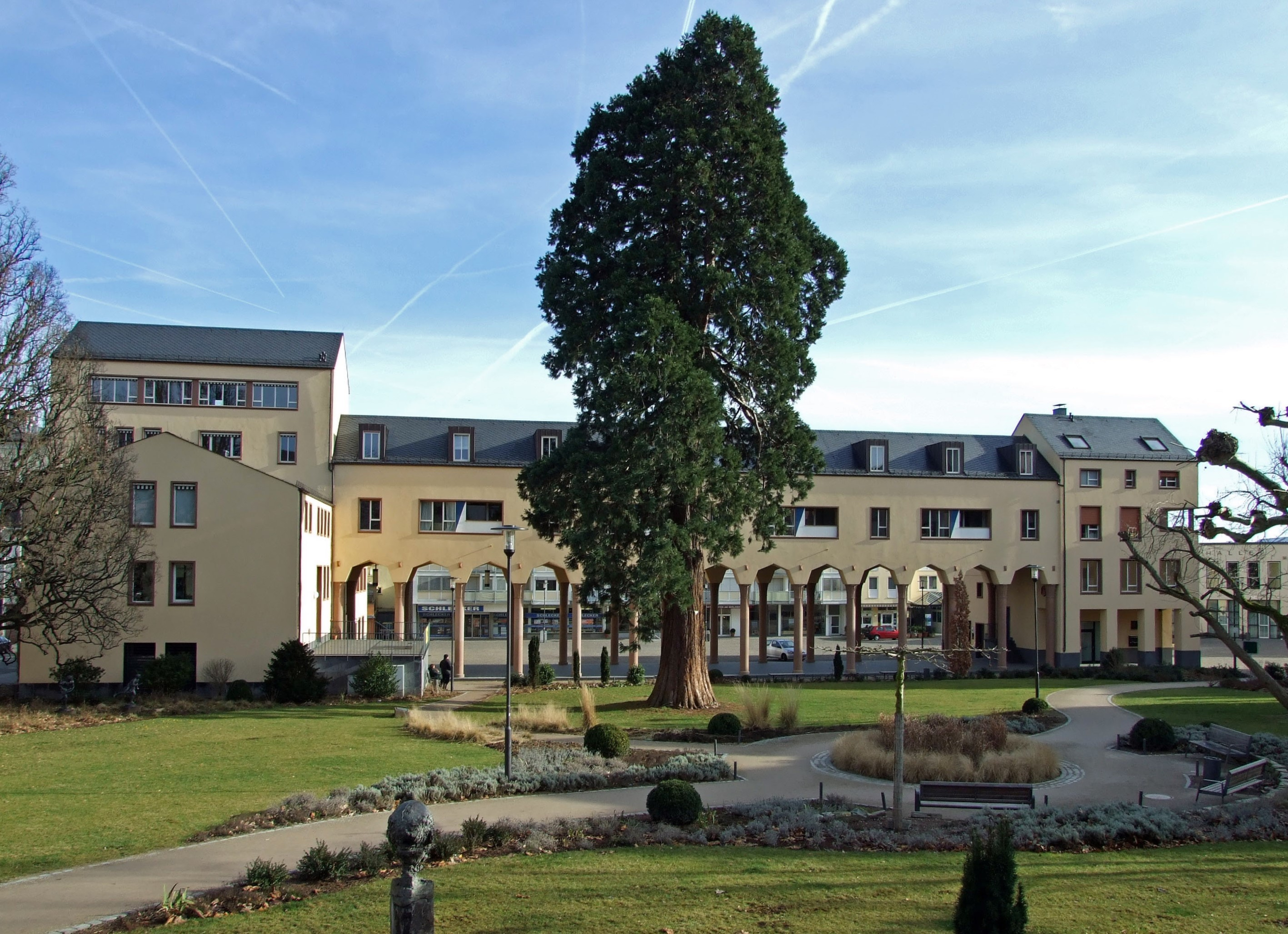
Schulgarten, von Nordseite

- evangelische Kindertagesstätten Anderland und Rappelkiste
- evangelischer Kindergarten Arche Noah
- katholische Kindertagesstätten/Horte St. Peter und Paul und St. Vitus
- Kronberger Elterninitiative Kinderhaus
- Kronberger Zwergenvilla
- Montessori-Haus für Kinder
- städtische Kindertagesstätte/Hort Villa Racker-Acker
- städtische Kindertagesstätten/Krabbelstuben Pusteblume und Schöne Aussicht
- Waldkindergarten Kronberger Wurzelkinder

### Schulen/Ausbildungsstätten
- Grundschule Kronberg – Kronthal-Schule
- Grundschule Schönberg – Viktoria-Schule

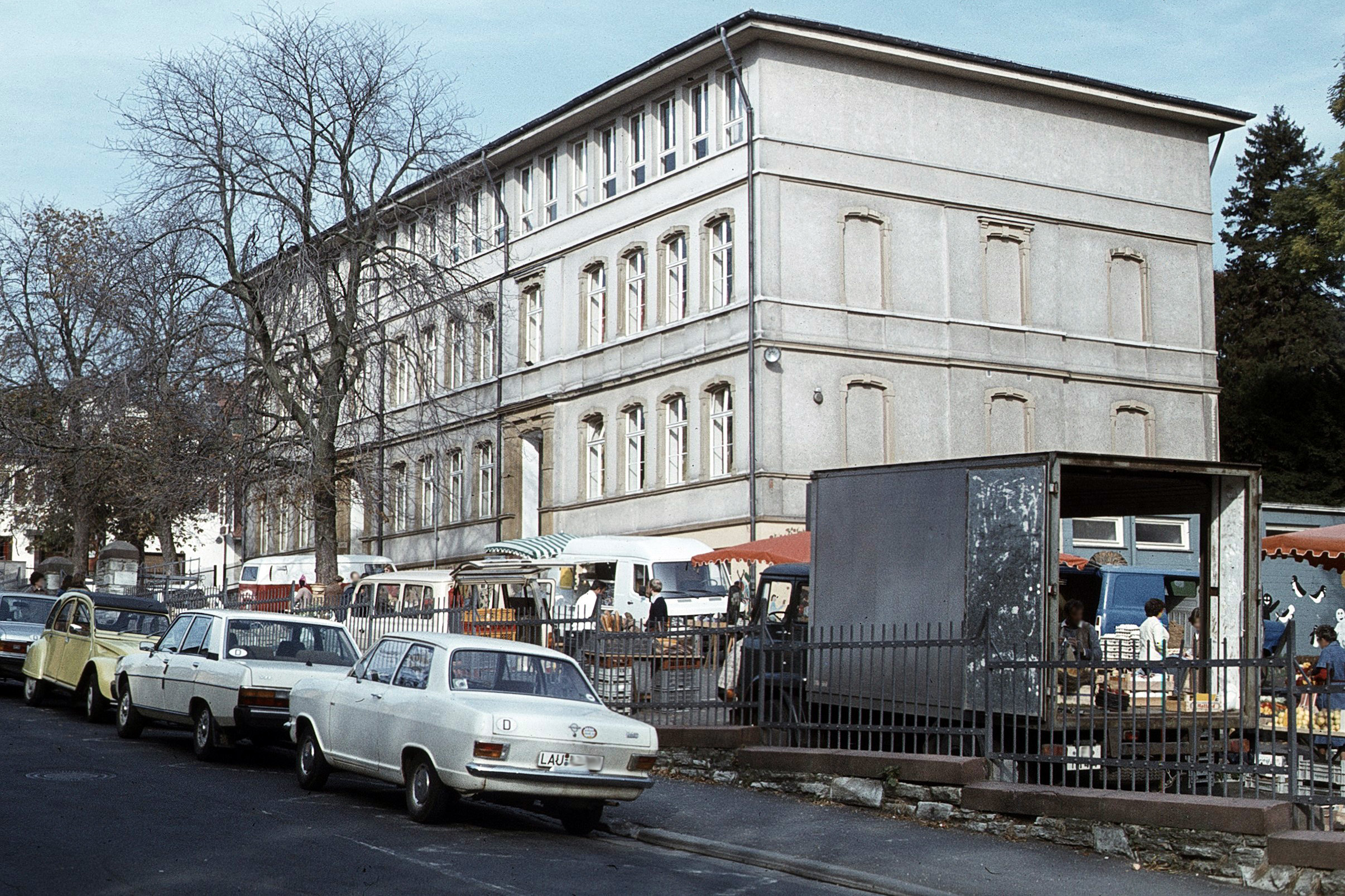
Volksschule Kronberg im Oktober 1979, inzwischen abgerissen

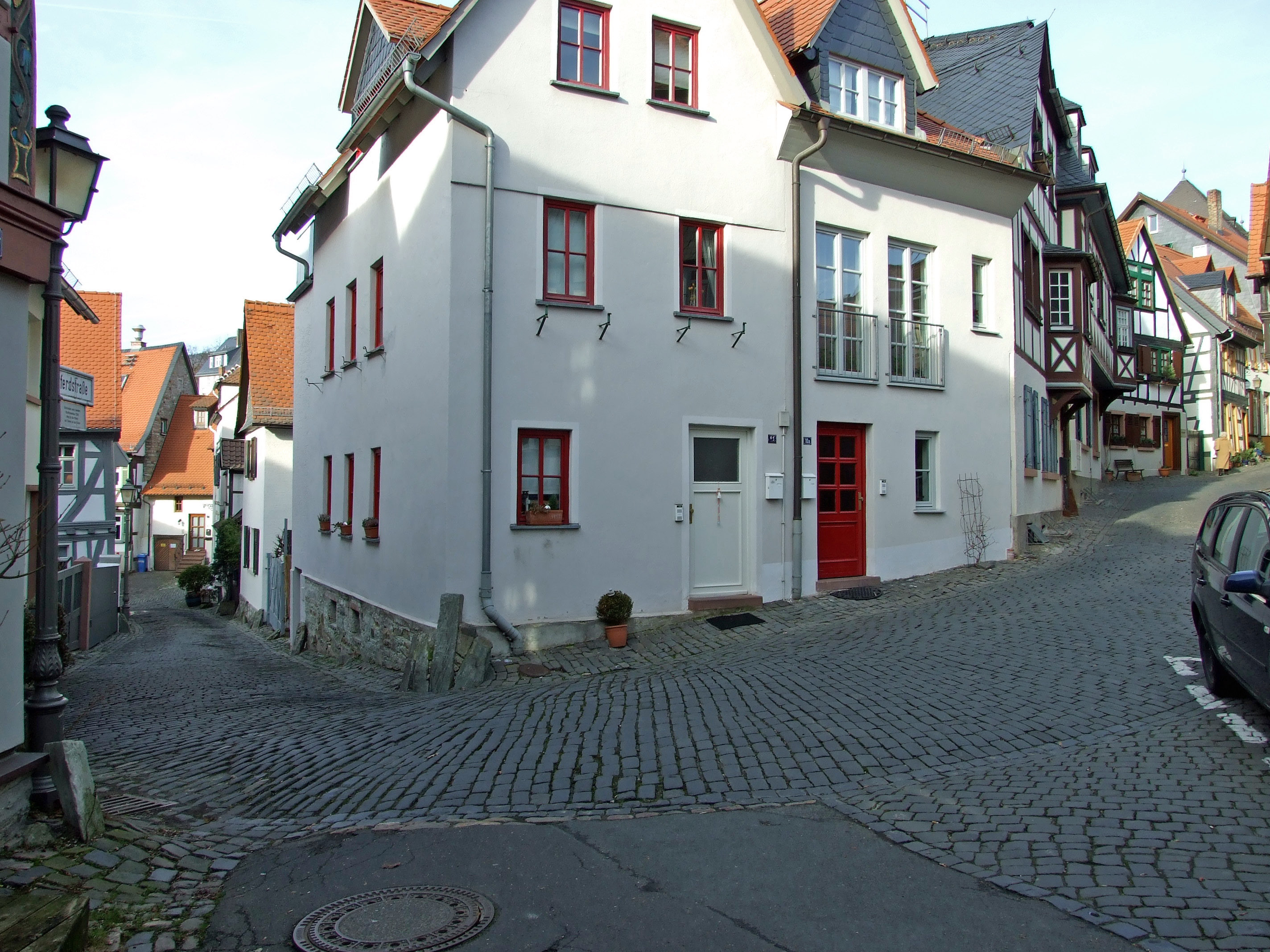
Altstadtstraßen

- Grundschule Oberhöchstadt – Schöne Aussicht
- Altkönigschule, weiterführende Schule, Gesamtschule mit gymnasialer Oberstufe
- Montessori-Schule
- DRK-Altenpflegeschule
- Fritz-Emmel-Haus, Jugendbildungsstätte des Bund der Pfadfinder*innen Landesverband Hessen

Früher bestanden:
- Religionspädagogisches Studienzentrum der Evangelischen Kirche in Hessen und Nassau in Schönberg bis Oktober 2012
- Franz-Heinrich-Ulrich-Haus, das Schulungszentrum der Deutschen Bank

## Persönlichkeiten

### Söhne und Töchter der Stadt

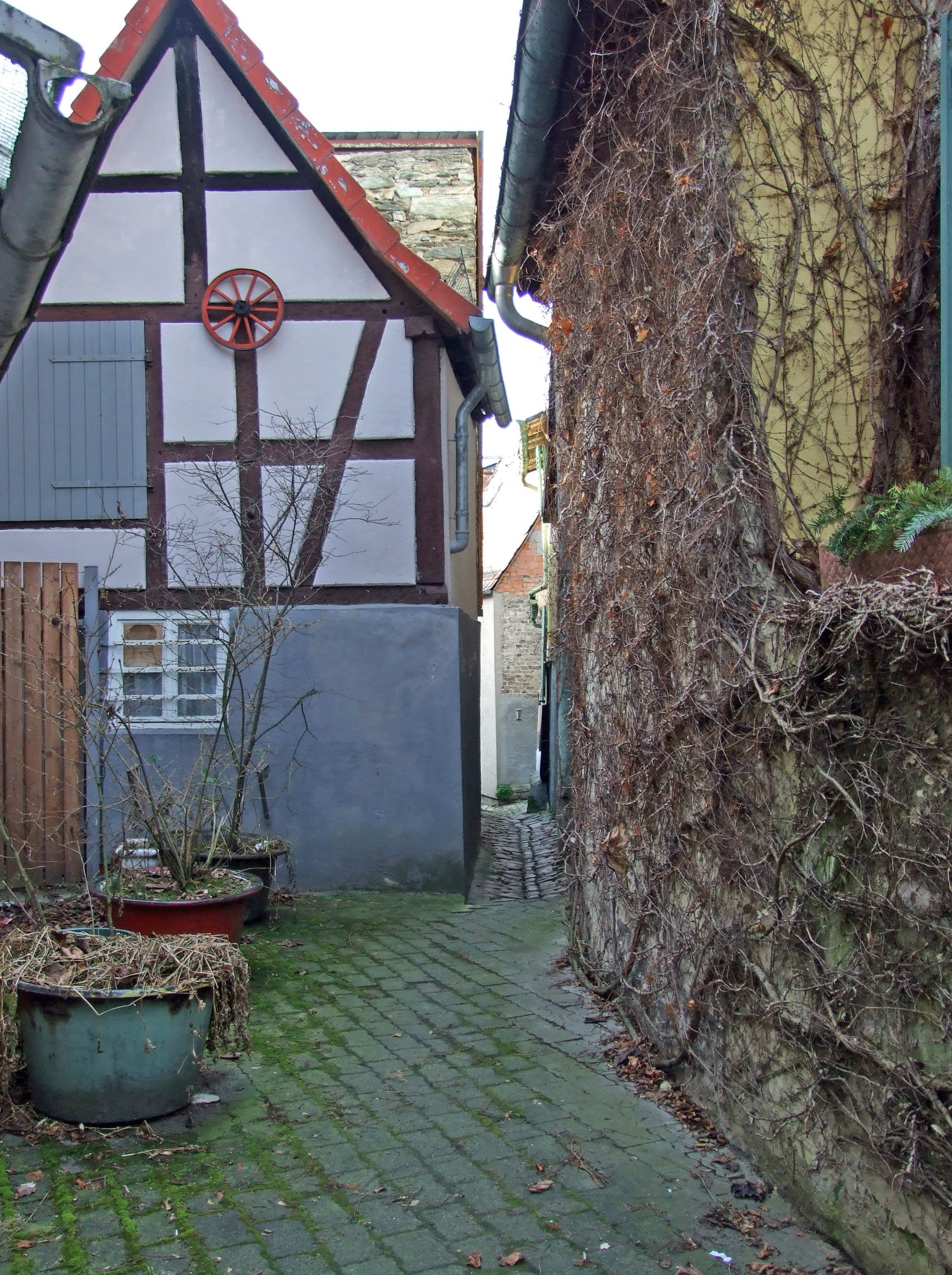
„Durchblick“

- Eberwin I. von Cronberg († 1303), ab 1299 Bischof von Worms
- Johannes von Cronberg, um 1300, Chorbischof zu Straßburg
- Ulrich II., Frank VIII., Hartmut V. von Cronberg: Ritter im 14. Jahrhundert
- Frank XII. von Cronberg (1397/1398–1461), Ritter und Geschäftsmann, genannt Frank der Reiche
- Walther von Cronberg (1477–1543), Hoch- und Deutschmeister des Deutschen Ritterordens
- Hartmut XII. von Cronberg (1488–1549), genannt der „Bekenner“, früher Weggefährte Martin Luthers, Verfasser zahlreicher „reformatorischer“ Schriften.
- Johann Schweikhard von Cronberg, (1553–1626) ab 1604 Kurfürst und Erzbischof zu Mainz, Erbauer des Schloss Johannisburg in Aschaffenburg
- Adam Philipp XI. von Cronberg (1599–1634), erster Reichsgraf aus dem Haus Cronberg
- Kraft Adolf Otto von Cronberg (1629–1692), letzter Reichsgraf aus dem Haus Cronberg
- Johann Daniel von Cronberg (1616?–1668), Mitglied der „Fruchtbringenden Gesellschaft“
- Friedrich Snell (1813–1878), Pfarrer und nassauischer Landtagsabgeordneter
- Wilhelm Neubronner (1813–1894), Apotheker, Abgeordneter der Nationalliberalen Partei im Reichstag des Norddeutschen Bundes
- Georg Jamin (1825–1909), Bürgermeister und Mitglied des Provinziallandtages der Provinz Hessen-Nassau
- Julius Neubronner (1852–1932), Hofapotheker, Erfinder der Brieftaubenfotografie und Amateurfilmer
- Georg Mertz (* 1858), deutscher Politiker (SPD)
- Ludwig Sauer (1861–1940), Organist und Komponist
- Ferdinand Stemmler (1868–1939), Arzt und Politiker (Zentrum), Landtagsabgeordneter
- Heinrich Bettenbühl (1875–1962), Bildhauer und Holzschnitzer
- Fritz Best (1894–1980), Maler und Bildhauer
- Karl Baumbach (1903–1988), Politiker (KPD) und Mitglied des Provinziallandtages der Provinz Hessen-Nassau
- Fritz Schilgen (1906–2005), Leichtathlet, entzündete 1936 in Berlin die olympische Flamme
- Helmut Bode (1910–1988), Buchhändler, Übersetzer und Buchautor
- Hanna Feldmann (1923–2003), Heimatdichterin
- Rudolf Möller (1928–2008), Bürgermeister von Kronberg im Taunus
- Klaus Schmalz (1928–2012), Präsident der Bundesrechtsanwaltskammer
- Agathe Bunz (1929–2006), Fotografin und Malerin
- Günther Kieser (1930–2023), Grafikdesigner
- Renate Wieland (1935–2017), Philosophin, Autorin, klassische Musikgeschichte und -Lehre
- Rainer Christoph Friedrich von Hessen (* 1939), Historiker und Regisseur
- Werner Sollors (* 1943), Anglist
- Volker Stanzel (* 1948), Diplomat
- Alfred Harth (* 1949), Komponist, Musiker und Multimedia-Künstler
- Vittorio Eckard Klostermann (* 1950), Verleger
- Zoltan Spirandelli (* 1957), Regisseur
- Peter Reißaus (* 1961), Basketballspieler
- Pia Linz (* 1964), Künstlerin
- Georg von Opel, Jr. (* 1966), deutsch-schweizerischer Unternehmer und Financier
- Tilman Spreckelsen (* 1967), Redakteur, Autor und Herausgeber
- George Lenz (* 1967), Schauspieler
- Henriette Tomasi (* 1969), Bildende Künstlerin
- Tanja Stelzer (* 1970), Journalistin
- Matthias Seuffert (* 1971), Jazzmusiker
- Tobias Adrian (* 1971), Ökonom
- Benjamin Lauterbach (* 1975), Autor, Lektor und Journalist
- Markus Koob (* 1977), CDU-Politiker
- Daniel Buder (* 1977), Schauspieler
- Martin Schreier (* 1980), Film- und Serienregisseur
- Alwara Höfels (* 1982), Schauspielerin
- Christoph Straube (* 1984), Autor und Unternehmer

### Ehrenbürger
Siehe: Liste der Ehrenbürger von Kronberg im Taunus

### Bekannte Einwohner
- Johann Ludwig Christ (1739–1813), evangelischer Pfarrer, Pomologe, in Kronberg ab 1786
- Johann Isaak von Gerning (1767–1837), Schriftsteller, Diplomat, in Kronberg 1802–1832
- Jakob Fürchtegott Dielmann (1809–1885), Begründer der Kronberger Malerkolonie
- Wilhelm Neubronner (1813–1894), Amtsapotheker und Politiker
- Victoria Kaiserin Friedrich (1840–1901)
- Walther vom Rath (1857–1940), stellv. Aufsichtsratsvorsitzender der I.G. Farben, in Kronberg 1902?–1940
- Ricarda Huch (1864–1947), Schriftstellerin und Dichterin, starb im Stadtteil Schönberg
- Karl Klingspor (1868–1950), Schriftgestalter und Typograph, Mitbegründer der Frankfurter Bibliophilen Gesellschaft
- Karl von Loehr (1875–1958), Architekt
- Walter Schwagenscheidt (1886–1968), Städteplaner, Architekt, in Kronberg ab 1933
- Adolf Schindling (1887–1963), Gründer und Inhaber der VDO Adolf Schindling AG
- Carl-Hans Graf von Hardenberg (1891–1958), Politiker und Beteiligter an den Attentaten vom 20. Juli 1944, in Kronberg 1945–1958
- Max Horkheimer (1895–1973), Sozialphilosoph, in Kronberg 1922–1934
- Theodor Joedicke (1899–1996), Generalstabsarzt der Bundeswehr
- Hermann Josef Abs (1901–1994), Bankier (Deutsche Bank), bewohnte von 1953 bis 1994 die Villa Ter Mer auf dem Gelände der ehemaligen Villa Guaita
- Clara von Arnim (1909–2009), Schriftstellerin, in Kronberg ab 1972
- Ludwig Pfannemüller (1915–2008), Arzt, Spezialist für Innere Krankheiten und Tropenmedizin
- Maria Mucke (1919–2018), Sängerin und Fernseh-Entertainerin
- Gerhard Czerwensky (1920–2003), Wirtschaftsjournalist und Redakteur, lebte in Kronberg
- Erich Helmensdorfer (1920–2017), Journalist, Fernsehmoderator, in Kronberg ab 1979
- Richard Rudolf Klein (1921–2011), Komponist und Musikpädagoge
- Wolfgang Mischnick (1921–2002), FDP-Politiker, in Kronberg ab 1981
- Hanns Christian Schroeder-Hohenwarth (1921–2011), Präsident des Bundesverbandes Deutscher Banken 1983–1987
- Ottoarndt Glossner (1923–2010), Pionier der internationalen und nationalen Schiedsgerichtsbarkeit
- Fuat Sezgin (1924–2018), Orientalist und Hochschullehrer, in Kronberg seit 1967
- Hans Matthöfer (1925–2009), SPD-Politiker
- Walther Leisler Kiep (1926–2016), CDU-Politiker
- Joachim Fest (1926–2006), Historiker, Mitherausgeber der FAZ, Chefredakteur des NDR
- Liselott Linsenhoff (1927–1999), Dressurreiterin, Gestütsbesitzer und Olympiasiegerin sowie Unternehmerin
- Karl Otto Pöhl (1929–2014), Präsident der Deutschen Bundesbank, in Kronberg 1980–1991
- Bernhard Diestelkamp (1929–2025), Rechtshistoriker
- Fritz Rau (1930–2013), Konzertveranstalter
- Dieter Rams (* 1932), Industriedesigner, Chefdesigner der Firma Braun
- Gerhard Beier (1937–2000), Historiker, Schriftsteller
- Libgart Schwarz (* 1941), Schauspielerin, in Kronberg 1970
- Peter Handke (* 1942), Schriftsteller, in Kronberg 1971–1979
- Jean-Claude Trichet (* 1942), Präsident der Europäischen Zentralbank wohnte bis 2011 traditionell im Haus der EZB in der Parkstraße
- Gerold Dieke (* 1943), FDP-Politiker, Geschäftsführer der GTZ, Regierungspräsident in Darmstadt
- Manfred Pohl (* 1944), Historiker und Volkswirt, in Kronberg seit 1977
- Helfried Moosbrugger (* 1944), Universitätsprofessor, in Kronberg seit 1974
- Werner Reinke (* 1946), Hörfunkmoderator
- Josef Ackermann (* 1948), Vorstandsvorsitzender der Deutschen Bank, in Kronberg bis Mai 2012
- Wilhelm Haarmann (* 1950), Jurist
- Christoph Mäckler (* 1951), Architekt
- Ann Kathrin Linsenhoff (* 1960), Dressurreiterin
- Peter Braunholz (* 1963), Fotokünstler, in Kronberg seit 1998
- Andreas Weiland (* 1966), Rennfahrer
- Jürgen Odszuck (* 1970), Kommunalpolitiker (CDU), von 2010 bis 2016 Erster Stadtrat von Kronberg

## Siehe auch

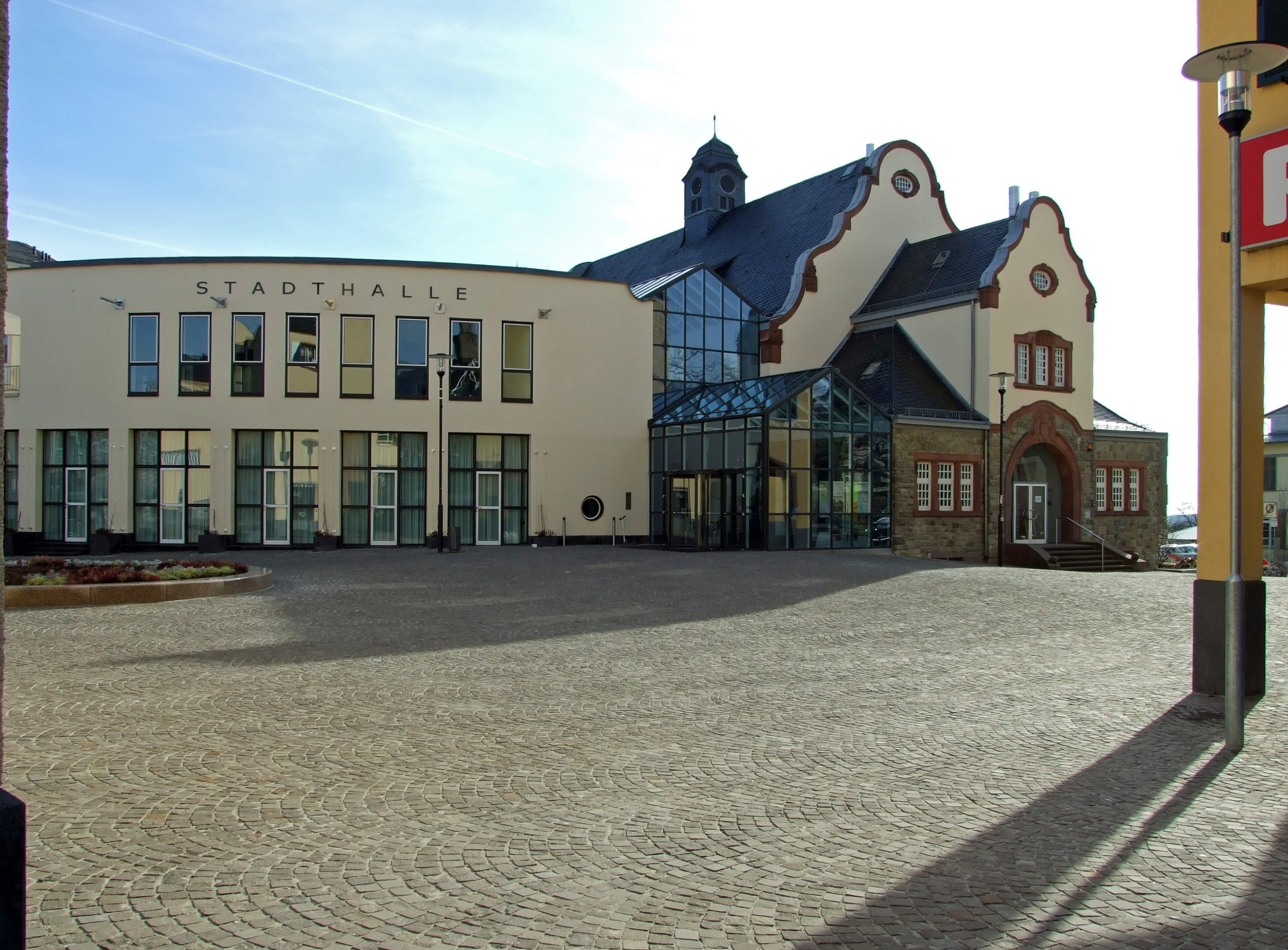
Stadthalle am Berliner Platz
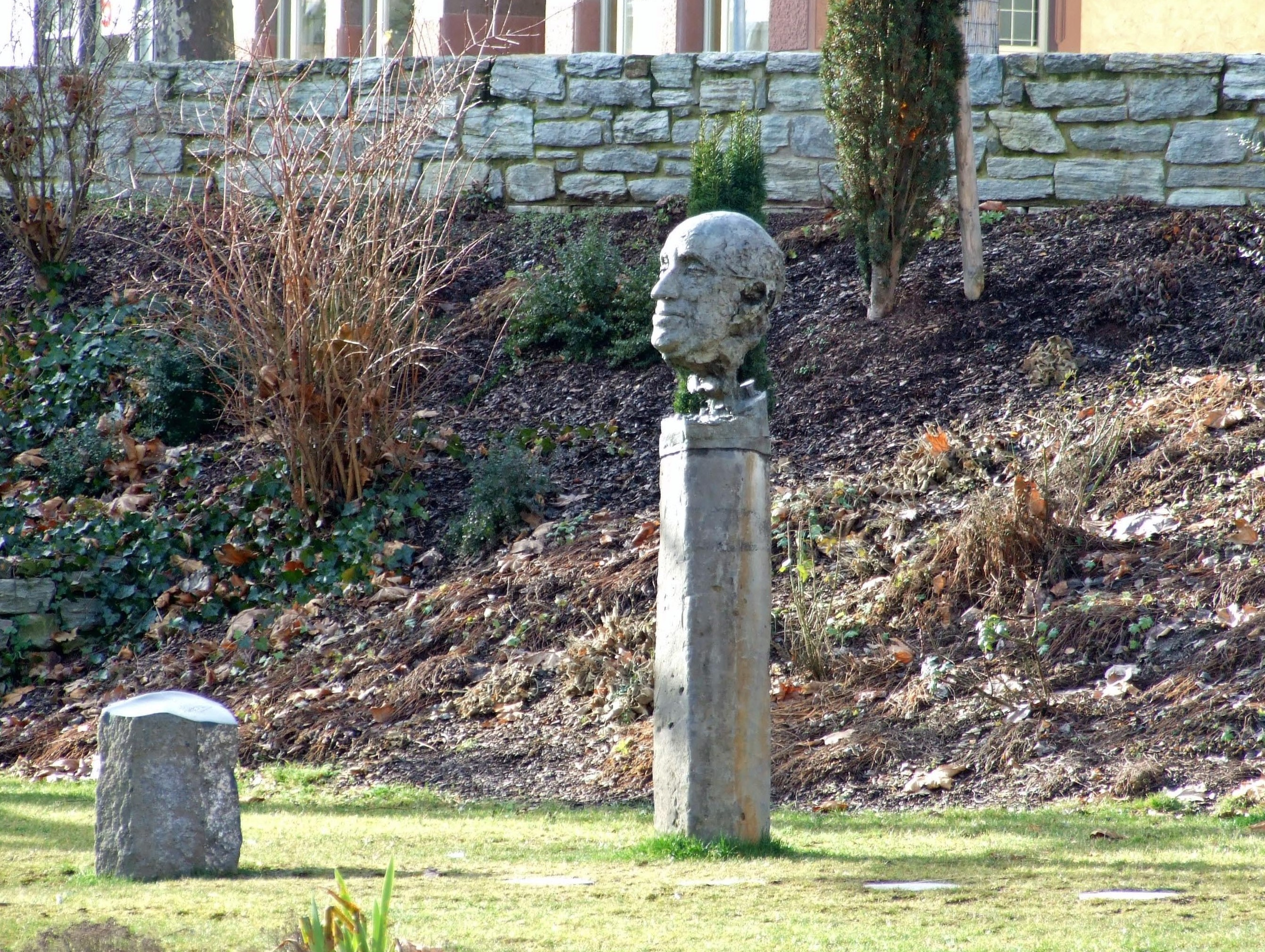
Rostropowitsch-Denkmal im Schülergarten
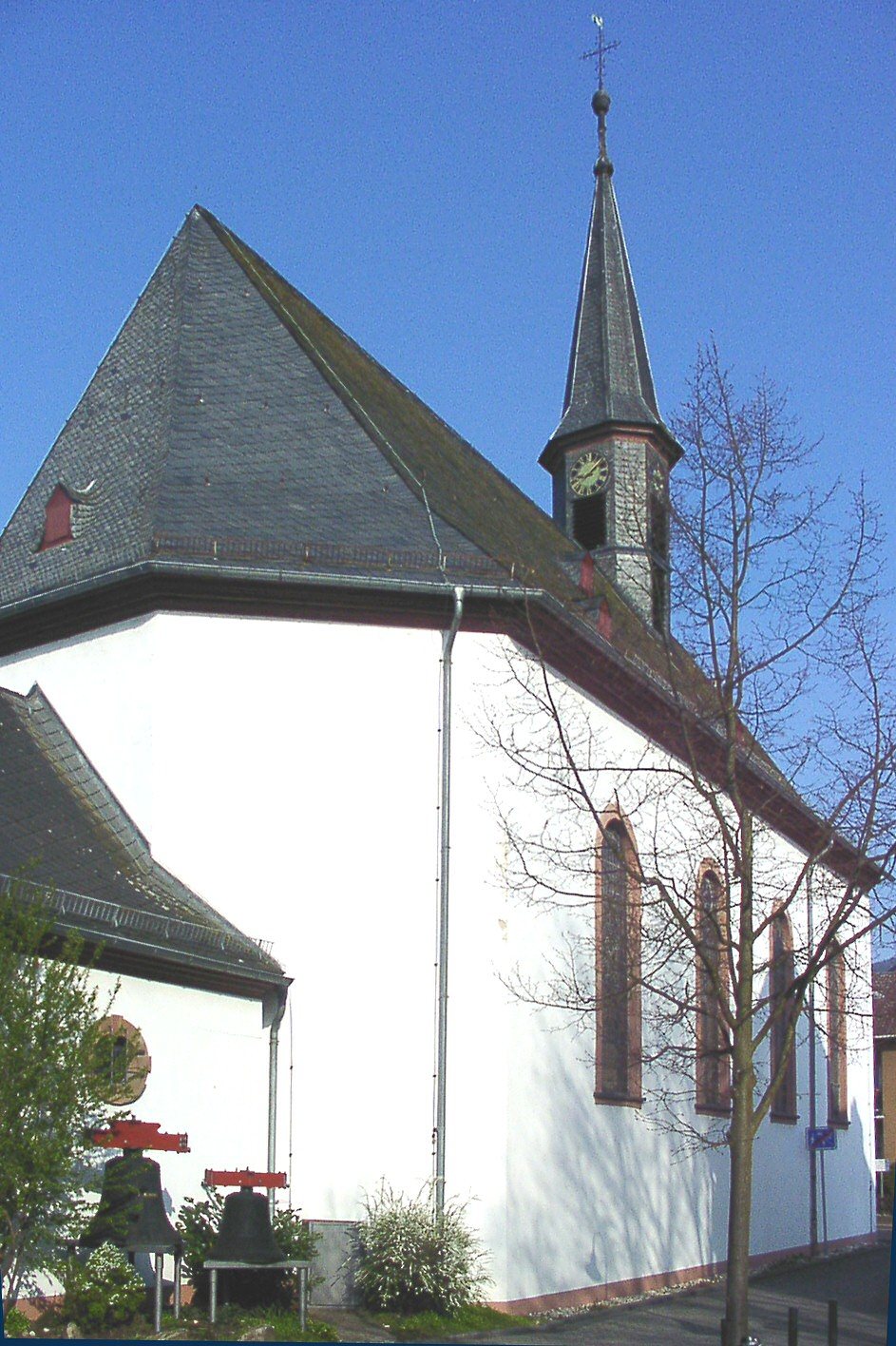
St. Albanus im Ortsteil Schönberg
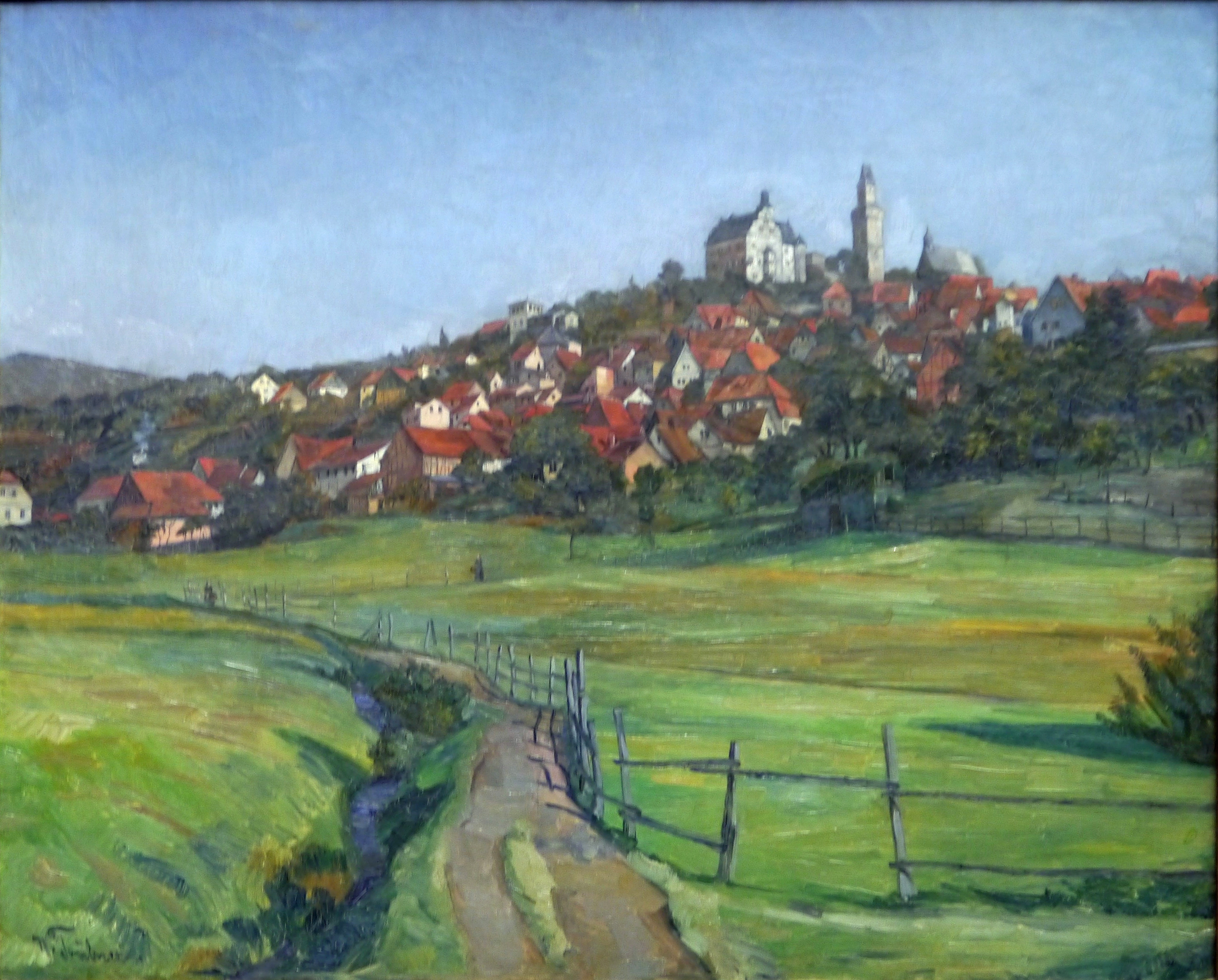
Blick auf Kronberg, 1896 von Wilhelm Trübner